# Armada del Ecuador
La Armada del Ecuador, también llamada Fuerza Naval es una rama de las Fuerzas Armadas del Ecuador, responsable en tiempos de guerra de conservar la soberanía marítima del Ecuador y en tiempos de paz es responsable de controlar las actividades ilícitas como el contrabando de combustibles, migración ilegal, pesca ilegal, tráfico de drogas, náufragos,  entre otros.

## Misión
Organizar, entrenar, equipar y mantener las capacidades navales, así como asistir y apoyar todos los procedimientos relacionados con la seguridad y el desarrollo nacional. Contribuir al logro de la salvaguardia de los objetivos nacionales en tiempos de paz y de guerra.

## Visión
«Ser una Armada flexible, interoperable y potente, con persistencia en las áreas de responsabilidad jurisdiccional y con presencia en las áreas no jurisdiccionales de interés nacional; capaz de disputar el control del mar y de apoyar las acciones de seguridad del Estado».

## Valores Institucionales
- Honor
- ciencia
- Lealtad
- Disciplina

## Historia
La vinculación del puerto de Guayaquil con el comercio marítimo, impuesta por la geografía misma, se evidencia por su importancia como proveedora para el Virreinato de maderas tales como el guachapelí, el roble, el cañafístola, la caña guadua o caña de Guayaquil, etc., materia prima que permitió abastecer abundantemente los astilleros de este puerto.
La importancia de los astilleros de Guayaquil durante la Colonia, no solo es reconocida en la actualidad, sino que fue ya subrayada en numerosas ocasiones por sus propios contemporáneos, llegándose a afirmar en el siglo XVIII que eran superiores a todos los demás astilleros de ambas Américas y a los más célebres astilleros de Europa. Antonio de Ulloa y Jorge Juan dijeron que era el mejor astillero que se conocía en todo la costa del océano Pacífico.
Por su parte, el que fuera Gobernador español de Guayaquil hasta 1797, Josef de Aguirre Irisarri, el 18 de octubre de 1807, informa al Príncipe Generalísimo Almirante la importancia de los astilleros de Guayaquil para la marina virreinal y dice textualmente: 

Conciliando su localidad (Guayaquil) con su inmensa abundancia de exquisitas maderas y baratos jornales facilita medios de los más abundantes y económicos para lograr...buques de todos los portes...Abunda también Guayaquil de operarios de carpintería y calafates, como que son los artistas más necesarios para todas sus fábricas civiles y de los astilleros.

Estas afirmaciones se deben sin lugar a dudas a la existencia de una numerosa y experta comunidad de constructores navales, agrupados en su gremio característico, la maestranza, cuyos miembros en el último tercio del siglo XVIII llegaron a ser lo más selecto de todos aquellos mares.
En lo que respecta a la autoridad marítima, a lo largo de la vida colonial de Guayaquil, ejercía dichas funciones el propio corregidor, quien era el encargado del registro de las naves que arribaban y zarpaban del puerto. Pero cuando Guayaquil dejó de ser corregimiento para erigirse en gobierno militar, por Real Cédula de 8 de diciembre de 1762, sería el gobernador el que realizaría dichas funciones. Habiendo sido designado primer gobernador el teniente coronel D. Juan Antonio Zelaya y Vergara, este recién llegó a Guayaquil el 11 de octubre de 1763, y previa exhibición de los títulos y certificados respectivos, se juramentó e hizo cargo del gobierno de la ciudad.
La escribanía respectiva estaba adscrita a la del Cabildo. Fue solo a partir de 1747 que se contó con un escribano especial para los registros.
Al parecer la organización de la Capitanía del puerto, según Julio Estrada, data de 1797: 

Para establecer el Apostadero del Callao, llegó el brigadier de la Real Armada, don Tomás de Ugarte y Liaño. La creación de dicho Apostadero fue dispuesta por reales órdenes de 23 de mayo y 22 de julio de 1797; simultáneamente se creaban las capitanías de puerto en Concepción, Valparaíso, Callao y Guayaquil

.
Por 1804 ejercía como capitán del puerto don José María Cucalón, de lo que nos podemos dar cuenta por una comunicación que le envía el gobernador Bartolomé Cucalón y Villamayor el 10 de mayo de aquel año. Según el mismo Estrada, es este el primer capitán del Puerto de Guayaquil que se ha identificado, pero hay la posibilidad de que haya tenido antecesores en el cargo.
En lo que respecta a la edificación para la Capitanía, el gobernador Cucalón le informaba al Virrey en 21 de abril de 1805:

En el muelle de esta aduana, que es el único del río, hay una casilla del Rey sumamente decente y cómoda que don José de Moraleda, capitán de la corbeta “Castor”, acomodó con acuerdo mío para el servicio y ocupación del capitán del puerto.

Como sucedía entonces con los puertos coloniales españoles, Guayaquil no se libró de los sucesivos ataques de bucaneros que asolaron las costas americanas de aquella época.

### La Independencia y la Gran Colombia
Al producirse la revolución del 9 de octubre de 1820, luego del júbilo y alegría consecuentes por el éxito alcanzado, se constituyó una junta de guerra y se nombró jefe político a José Joaquín de Olmedo.
Conseguida la independencia, se decidió despachar a la goleta “Alcance” llevando una comisión encargada de participar al general San Martín y al Comandante Thomas Cochrane, jefe de la Escuadra Libertadora del Perú, el triunfo de la revolución de Guayaquil. Dicha embarcación fue armada con 10 carronadas; se nombró comandante de la misma a su antiguo dueño José de Villamil, Segundo Comandante a don Lorenzo de Garaycoa y Jefe de la Guarnición de a bordo a don Miguel Letamendi.
La "Goleta Alcance" propiedad del almirante español Manuel Antonio de Luzárraga, presentó una tripulación de más de cien hombres con suficiente experiencia en alta mar, es decir que fueron buenos conocedores del sistema de navegación a la vela. Es un suceso de importancia histórica el que una nave esté lista para zarpar en forma inmediata para cumplir la misión encomendada.
La "Alcance" cumplió su cometido con éxito, lo que demuestra que en el ambiente marítimo en que vivía Guayaquil existía gente preparada y con tradición, que le permitía faenar en el mar. Fue este, pues, nuestro primer buque de guerra, y continuó participando en algunas acciones hasta que, el 19 de septiembre de 1821, se perdió por haber escallado en la costa de Chupadores.
Consolidado el triunfo de la Independencia Nacional, el 24 de mayo de 1822, Guayaquil independiente a incorporarse a la Gran Colombia; es aquí cuando surge la figura descollante de un distinguido marino: el capitán de navío don Juan Illingworth Hunt, a quien el Libertador designó comandante general del IV Departamento marítimo. Inmediatamente se ocupó de organizar todo lo concerniente a la Marina de Guerra, además de tomar empeño en la creación de la Escuela Náutica nacional.
El gobierno fue adquiriendo algunos buques indispensables para el mantenimiento de la soberanía grancolombiana en el Pacífico; es así que en 1823 se conforma la primera fuerza naval con los siguientes buques de guerra: la goleta “Guayaquileña”, el bergantín “Chimborazo” y la corbeta “Pichincha”.
Thomás Wright, quien en febrero de 1824 fue ascendido a capitán de navío, se desempeñaba como Comodoro de la Escuadra del Sur, embarcado en el bergantín “Chimborazo”, donde tenía izada su insignia, y realizó patrullajes a lo largo de la costa peruana con 7 transportes debidamente pertrechados y listos para prestar ayuda en el traslado de las tropas, cuando Bolívar, que se hallaba con su ejército en Perú, lo requiriera. Bolívar con su gran ejército derrotó a las fuerzas realistas en la batalla de Junín el 6 de agosto de 1824; luego de esto, Wright recibió instrucciones de proceder al Callao y ponerse bajo las órdenes del almirante Guise, jefe de la Escuadra Unida.
Las unidades grancolombianas, conformando dicha escuadra, participaron en algunas acciones navales contra los realistas y también en el bloqueo del Callao, último reducto español en América del Sur.
A inicios del año 1825, el almirante Guise, Comandante en Jefe de la Escuadra bloqueadora del Callao, arriba a Guayaquil a bordo de la fragata “Protector” para realizar reparaciones, y por presentarse en este puerto un conflicto entre Guise y el Intendente de Guayaquil, general Juan Paz del Castillo, por ciertas irregularidades en el comportamiento del primero, es destituido, nombrándose en su reemplazo como comandante de la Escuadra Unida al comandante Juan Illingworth. Hasta entonces no existía una organización que se encargue de la educación de los futuros marinos pero no tardaría en aparecer la Escuela Náutica.

### La República

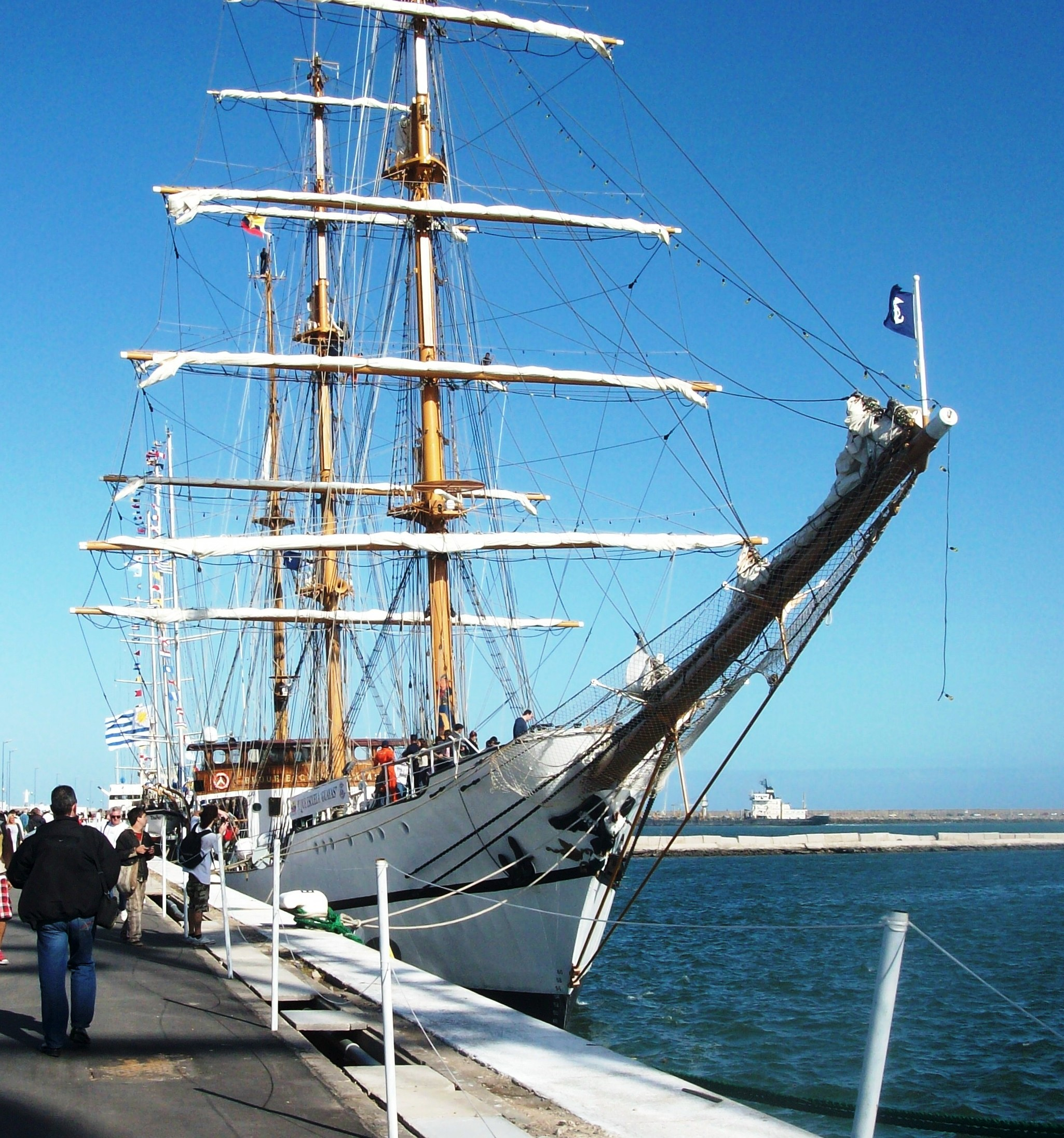
Buque escuela Guayas, en Mar del Plata, Argentina.

El 3 de noviembre de 1832, el Congreso Constitucional del Ecuador decretó que el establecimiento de la Marina Militar se llamara Departamento Marítimo del Ecuador en vez de la antigua denominación de Apostadero de Guayaquil. El 8 del mismo mes, el general Juan José Flores disponía el ejecútese. El mando de este Departamento se lo dio a un general de brigada de Marina o capitán de navío, bajo la denominación de comandante general. Se estableció también la Mayoría de Marina dirigida por un capitán de fragata. De este modo se legalizó la Marina durante la República.
En 1832 y 1833, y quizás aún más tarde, la Armada consistía en seis buques de guerra: la fragata “Colombia”, armada inicialmente con 62 cañones grandes, 30 de a 42 libras y 32 de a 32 (refiriéndose al peso de las balas que lanzaba cada cañón, que era la única medida utilizada en la época); el bergantín “27 de febrero”, armado con 2 cañones de a 12 libras, y 14 de a 18; el bergantín-goleta “Guayaquileña”, con 9 cañones de a 12 libras y 12 de a 18; las goletas “Istmeña” y “Gracia del Guayas” y el pailebot “Diligencia”, que montaba cada cual un solo cañón de a 12 libras.
Durante la guerra de los Chihuahuas (1833), se conformaron dos fuerzas navales. Del lado del gobierno de Flores participaron las goletas “Istmeña” y “Valerosa”, y el bergantín “Atrevido”; en cambio los revolucionarios, liderados por Vicente Rocafuerte, contaron con la fragata “Colombia”, las goletas “Guayaquileña”, “Juanita” y “Gracia del Guayas”, bergantín-goleta “27 de febrero” y pailebot “Diligencias”. En 1837 permanecían únicamente las goletas “Guayaquileña” y “Diligencia”, aunque la primera de las nombradas, en precarias condiciones; pero para 1840 solamente quedaba la goleta “Diligencia”.

### Época Moderna

#### Campaña naval de Esmeraldas (1913-1916)
Durante la Revolución de Esmeraldas, Guerra de Concha, iniciada el 24 de septiembre de 1913 bajo el liderazgo del Coronel Carlos Concha Torres y que se extendió hasta 1916, la Marina participó con una campaña naval en la que sus buques realizaron las siguientes tareas: transporte de tropas, bloqueo del puerto de Esmeraldas, bombardeo a la costa, aprovisionamiento, conducción de desembarcos, etc., contribuyendo a mantener al gobierno constituido de la República, en esta lamentable confrontación interna.
El oficial más antiguo de la Fuerza Naval que bloqueaba dicho puerto era el Capitán de Navío Rafael Andrade Lalama, a su vez comandante del crucero “Cotopaxi”, quien posteriormente fue nombrado “Jefe Superior de la Fuerzas de Mar y Tierra, que operan en la costa norte”. Los otros buques participantes en dicha campaña fueron el cazatorpedero “Libertador Bolívar”, el transporte “Constitución”, el guardacostas “Patria”, el vapor “Enrique Valdez” y el torpedero “Tarqui”.

#### Guerra del 41 (1941-1942 )
Durante la guerra que sostuvo Ecuador con su país fronterizo Perú, la armada ecuatoriana tuvo un relevante papel durante este conflicto ya que la armada se dedicó al apoyo de las tropas en tierra, escoltando de las motonaves que partían de Esmeraldas, Manta y Guayaquil que llevaban a bordo soldados y suministros hacia Puerto Bolívar y zonas aledañas. Otro suceso importante fue la accionar del aviso Atahualpa, ya que el buque soportó repetidas incursiones de la aviación peruana y logrando el supuesto derribo de un avión enemigo en el mes de julio. En este periodo el buque escuela "Presidente Alfaro" se encontraba en reparaciones en Reino Unido; no fue hasta el año de 1943 que estuvo listo para zarpar, además el torpedero "Libertador Bolívar" se encontraba fuera de servicio por pésimo mantenimiento.

#### Evolución de la armada (1942-1970 )
Después de la guerra del 41 las fuerzas armadas de Ecuador comenzaron a restructurar las prioridades nacionales. Tomando en cuenta este eje, Ecuador comenzó a comisionar buques de procedencia estadounidense y británica, pero su papel principal era el patrullaje marítimo costero. Entre los buques recién incorporados estaban las patrulleras "9 de octubre" y "10 de agosto". En 1947 se incorpora por primera vez un fragata ligera de la clase PF "BAE Guayas" y el remolcador Cotopaxi. En la década de los 50 la armada visualiza la necesidad de ir incorporando más buques de guerra y patrullaje marítimo. En 1953 se adquieren a Reino Unido dos destructores de escolta clase Hunt el "Presidente Velasco" y "Presidente Alfaro", los transportes "Tarqui" y "Jambeli" y el remolcador de altura "Los Ríos". En 1967 se adquiere de Estados Unidos un destructor de escolta tipo APD y su primera denominación era "25 de julio" para luego ser llamado "BAE Morán Valderde"; a principios de la década de los 70 el destructor Morán Valverde se somete a reparaciones y modificaciones entre ellas la colocación de una cubierta de aterrizaje de helicópteros.

### Era del misil

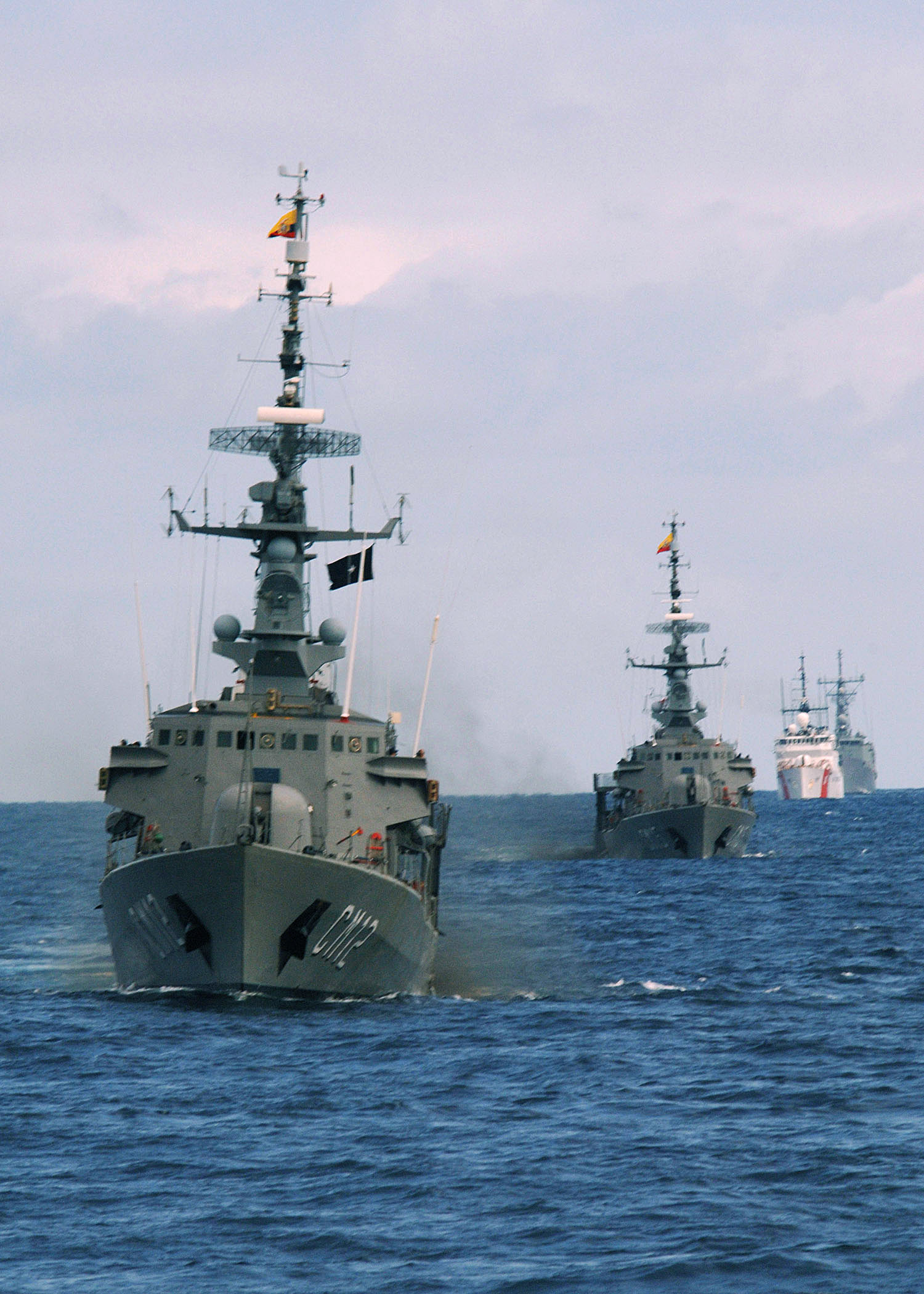
Corbetas Manabi y Galápagos de la Armada en el ejercicio UNITAS 2005.

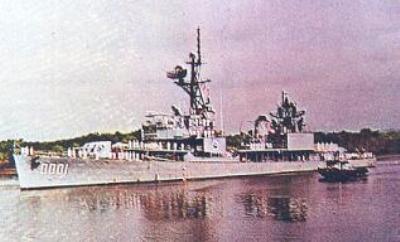
B.A.E. "Presidente Alfaro" (1980 - 1990), ex USS Holder, destructor estadounidense clase Gearing.

En los albores de la década de los 70´s se adquiere en Alemania las lanchas torpederas “Manta”, “Tulcán” y “Nuevo Rocafuerte”, que arribaron al Ecuador en 1971. Cinco años después, un nuevo tipo de arma ingresaba a la Escuadra Ecuatoriana, el misil, con la incorporación en 1976, de las lanchas misileras “Quito”, “Guayaquil” y “Cuenca”.Ecuador Había incursionado en la era de la alta tecnología de la guerra electrónica y de las armas con alcances mayores al del horizonte visual.
En la década de los 80´s, se adquirió un destructor estadounidense clase Gearing que, al llegar al Ecuador, tomó el nombre de “Presidente Alfaro” (tercer buque con este nombre); y seis corbetas misileras italianas equipadas con modernos sistemas de armas y sensores, para solucionar los requerimientos de la guerra naval contemporánea, ante cualquier amenaza exterior.
La primera de ellas inició su construcción el 27 de febrero de 1979 en los astilleros Cantieri Navali Ruinniti de Spezia, Italia, y su casco fue botado el 1º de octubre de 1980. Esta nave fue el prototipo de estas corbetas de 650 toneladas y alta velocidad, la que fue bautizada como “Clase Esmeraldas”. Se la receptó el 7 de agosto de 1982, produciéndose su arribo al puerto de Guayaquil el 25 de octubre del mismo año. La ceremonia de incorporación se la efectuó en el puerto de Esmeraldas el 23 de noviembre de 1982. Fue su primer comandante el Capitán de Fragata-EM Carlos García Mata.
Posteriormente, en los años 1991 y 1992 se adquiere las fragatas misileras inglesas clase Leander, las cuales vinieron a reemplazar a dos unidades mayores que, luego de haber cumplido su ciclo, fueron dadas de baja en la armada del Ecuador.

## Estructura y Organización

### Estructura Orgánica
- Comando General de la Armada
  - Jefatura del Estado Mayor de la Armada
    - Comando de Operaciones Navales
    - Dirección Nacional de Espacios Acuáticos
    - Dirección General de Educación y Doctrina Naval
    - Direccion General de Intereses Marítimos

### Organización
Los comandos tienen asignados buques, aviones y submarinos, medios con los que efectúan entrenamientos durante la paz, para su empleo estratégico en caso de conflicto o guerra, de acuerdo a las misiones que reciban.
Para el ejercicio de la jurisdicción penal militar el territorio de la República se divide en tres zonas navales:
- I Zona Naval: Su sede está en la ciudad de Guayaquil. Ejerce jurisdicción en las provincias de Guayas, Santa Elena, El Oro, Los Ríos, Manabí, Cañar, Azuay, Loja, Morona Santiago y Zamora Chinchipe, así como en el mar territorial adyacente a las tres provincias de la región litoral.

- II Zona Naval: Su sede y la del Comando de Operaciones Insular es Puerto Baquerizo Moreno, en la isla San Cristóbal. Ejerce jurisdicción en la provincia de Galápagos y el mar territorial adyacente.

- III Zona Naval: Su sede y la del Comando de Operaciones Norte se encuentra en la ciudad de Esmeraldas. Ejerce jurisdicción en las provincias de Esmeraldas, Carchi, Imbabura, Pichincha, Santo Domingo de los Tsáchilas, Cotopaxi, Tungurahua, Chimborazo, Bolívar, Napo, Pastaza, Sucumbíos y Orellana, así como en el mar territorial adyacente. Incluye la administración de la Compañía de Infantería de Marina de San Lorenzo.[cita requerida]

## Componentes

### Escuela
- BAE Guayas (BE-21) - Buque Escuela Guayas
- Escuela Superior Naval "Rafael Morán Valverde" (ESSUNA), ubicada en Salinas, es la encargada de la formación de Oficiales.
- Liceo Naval "Cmdte. Rafael Andrade Lalama" (Liceo Naval Guayaquil), ubicada en Guayaquil, es la encargada de la formación de la secundaria.
- Escuela de Grumetes "Contramaestre Juan Suárez" (ESGRUM), ubicada en Salinas, es la encargada de la formación de personal de tripulación.
- Escuela de Infantería de Marina "Calm. Napoleón Cabezas Montalvo" (ESDEIM), ubicada en Guayaquil, es la encargada de la formación de la tropa.

### Comando de Submarinos

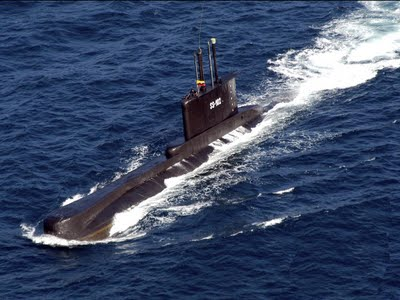
BAE Shyri (SS-11) en 2003.

La Armada del Ecuador, ante la necesidad de mantener una capacidad proporcional a la de los países de la región, con un arma estratégica disuasiva, tenía que poseer una fuerza que incluyera unidades submarinas.
Para crear la fuerza de submarinos y la infraestructura necesaria en el país, fue imprescindible que un grupo de oficiales y tripulantes adquiriera sus primeros conocimientos en escuelas de países amigos como  Brasil y Chile.
El 18 de marzo de 1974, luego de analizar varias propuestas, el Ecuador firmó un convenio con el gobierno alemán para la construcción de dos modernos submarinos Tipo 209 convencionales, la cual se inició el 1 de noviembre de 1974 en los astilleros de la Howaldtswerke Deutsche Werft, en la históricamente famosa ciudad de Kiel. Como parte del plan de fortalecimiento de las fuerzas armadas se anunció la modernización de los submarinos Tipo 209 en los astilleros de ASMAR en Chile
los submarinos fueron actualizados y repotenciados y se encuentran actualmente operativos.

### Aviación Naval

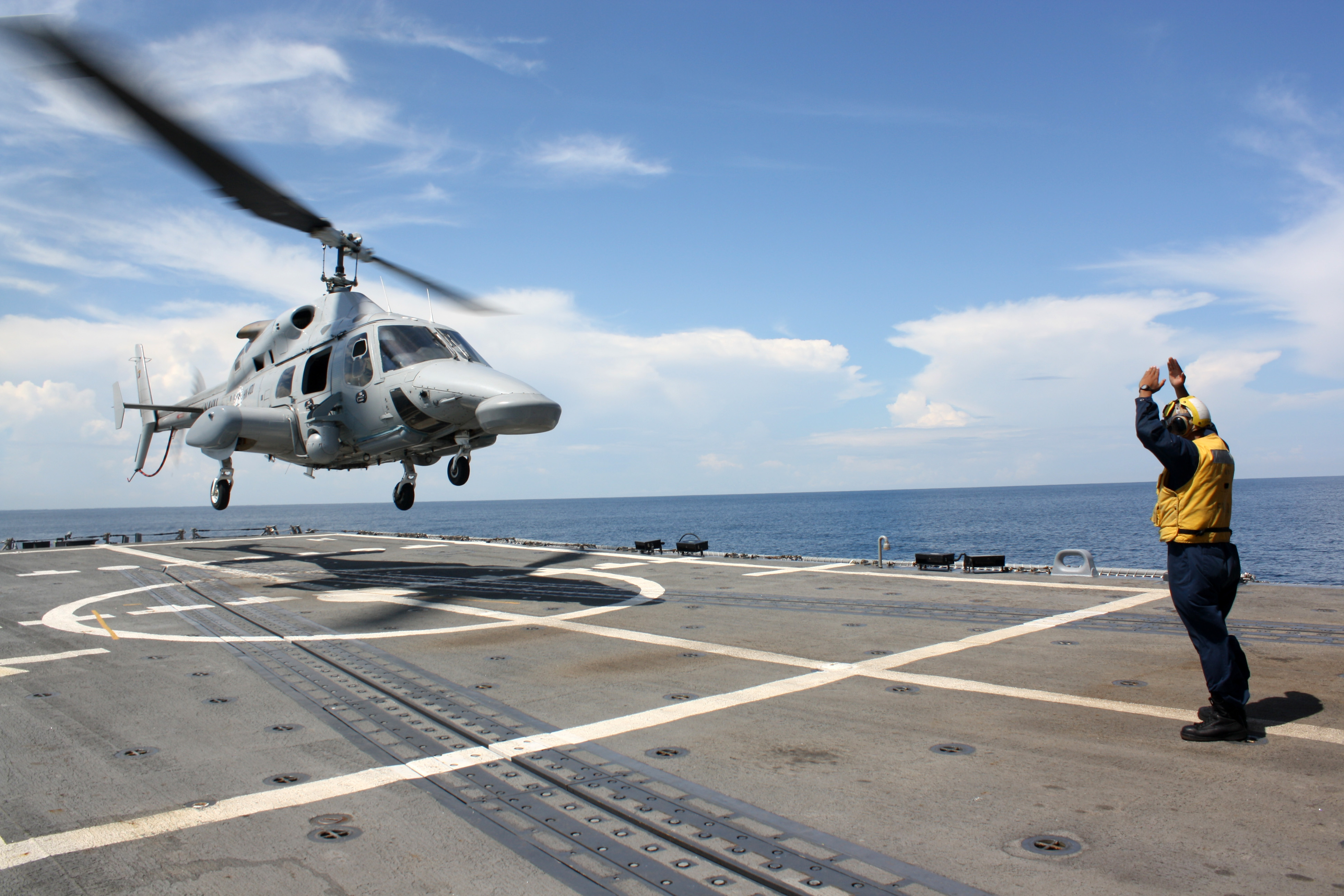
Bell 230 de la aviación naval despegando de la cubierta del USS Thach (FFG 43).

La aviación naval ecuatoriana tiene sus inicios desde 1920.
Está conformada por unidades de ala fija y rotatoria de diferentes tipos, con capacidades para cumplir operaciones de exploración aeromarítima, apoyo aéreo cercano, transporte, combate antisuperficie y antisubmarina, rescate en la mar, operaciones especiales con visores NVG, las cuales se las puede efectuar operando desde puntos de despliegue estratégico en tierra o desde las plataformas de las unidades de superficie.

### Comando de Guardacostas

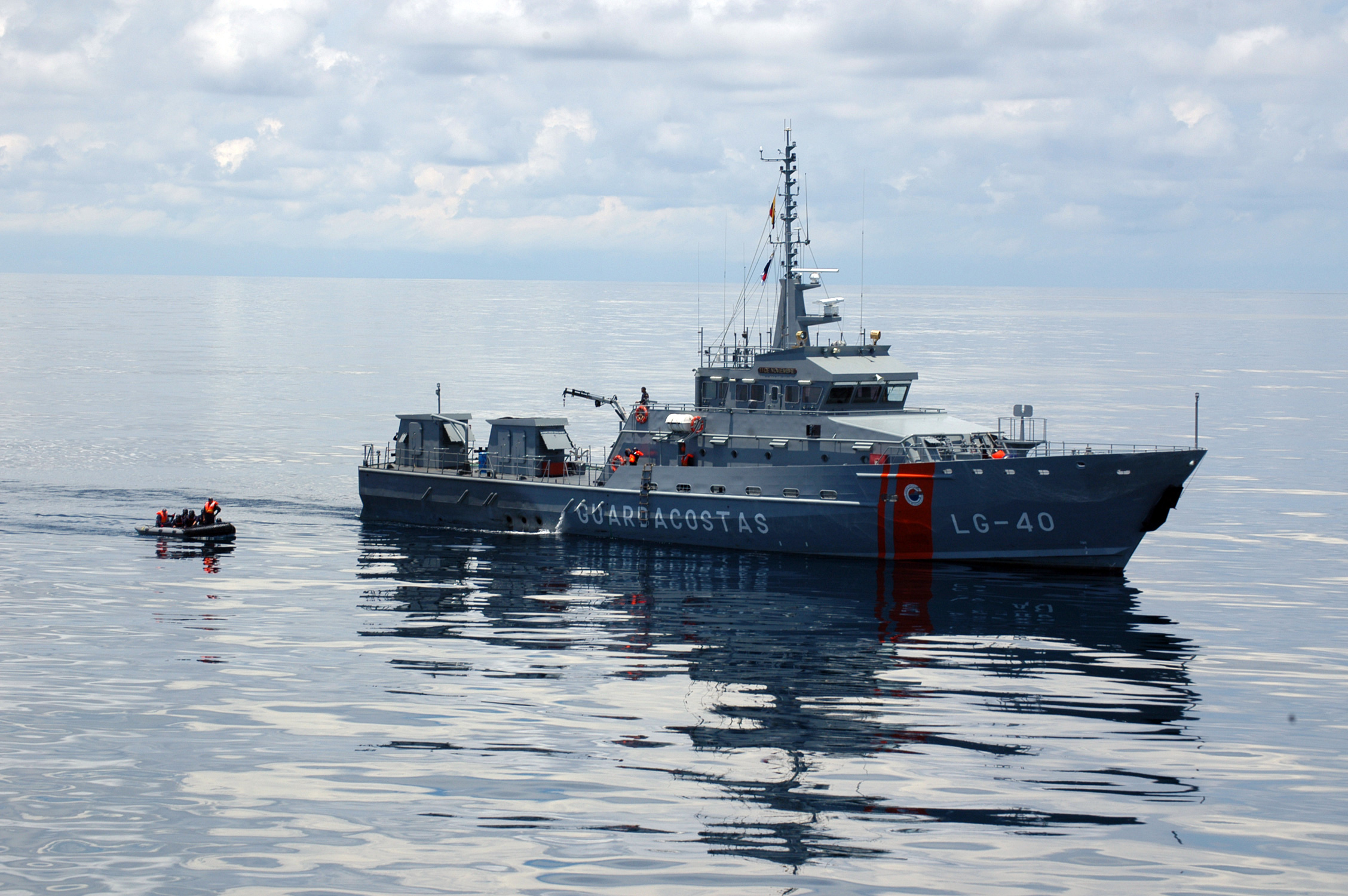
Guardacostas ´´Isla Española´´ en los ejercicios PANAMAX 2007

Se conformó el 25 de julio de 1980, con unidades asignadas a la autoridad marítima para realizar las siguientes tareas:
- Salvaguardar la vida humana en el mar

- Funcionar como Centro Coordinador de Búsqueda y Salvamento Marítimo Nacional

- Controlar el tráfico marítimo, para precautelar la soberanía en las áreas de control de pesca, contrabando y otras actividades ilícitas, contribuyendo a minimizar con su acción la pérdida de vidas humanas, daños personales y a la propiedad en aguas jurisdiccionales.

- Precautelar la seguridad para buques, puertos, vías marítimas y facilidades inherentes a estos.

- Mantener y mejorar la calidad del ambiente marino y contribuir a la reducción de daños en caso de contaminación.

- Resguardar la moral y el orden en buques, puertos, muelles y playas.

- En caso de conflicto, pasar a formar la fuerza de defensa de costas, juntamente con la reserva movilizada y la Infantería de Marina, encargadas de la defensa de costas, en coordinación con la Fuerza Terrestre y con el apoyo de la Fuerza Aérea

### Cuerpo de Infantería de Marina

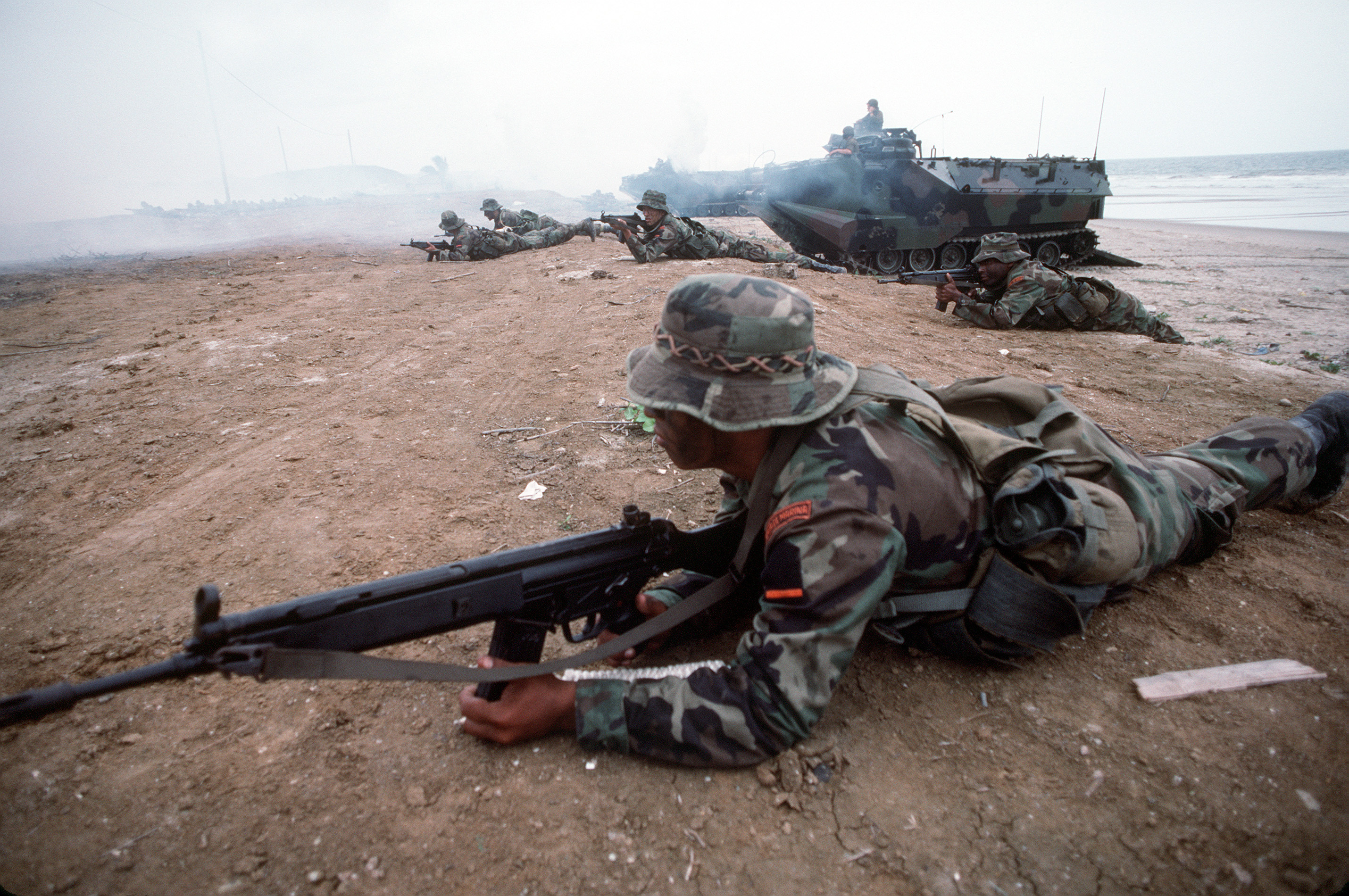
infantes de marina, al fondo vehículos de asalto anfibios.

El Cuerpo de Infantería de Marina mantiene una fuerza de alrededor de 5.000 efectivos militares bien entrenados y equipados con su sede principal en Guayaquil, están equipados principalmente con Morteros de 115mm, Cañón sin retroceso M67, artillería M101 howitzer, armas más ligeras como el M-16A2,A4, Carabina M4 y vehículos todo terreno Humvee algunos están equipados con misiles antiaéreos Mistral.
La infantería de marina fue la única rama de la Armada que entró en combate contra tropas peruanas en 1981 y 1995. Su estructura es la siguiente:
- Escuela de Infantería Marina
- Batallón de Infantería Marina "Guayaquil"
- Batallón de Infantería Marina "Jambeli"
- Batallón de Infantería Marina "San Eduardo"
- Batallón de Infantería Marina "San Lorenzo"
- Batallón de Infantería Marina "Jaramijo"
- Batallón de Infantería Marina "Esmeraldas"

El personal de la infantería de marina está constantemente capacitándose y entrenándose  en diferentes tipos de operaciones como: asalto, apoyo, seguridad, reconocimiento, operaciones en selva, contra terrorismo, búsqueda y rescate; y en diferentes tipos de ambientes y escenarios ; teniendo como resultado una élite dentro de la Armada del Ecuador con tropas capacitadas para operar en cualquier parte del territorio nacional, altamente motivadas por el impulso del deseo del combate.

## Material bélico
En la actualidad hay varios programas de modernización para las naves de la armada como,  la revisión y modernización de las corbetas Clase Esmeraldas y las Lanchas misileras Clase Quito astilleros ecuatorianos, todo esto bajo el Plan Estratégico Institucional Morán Valverde, que también contempla la adquisición de 2 nuevas Fragatas, el reemplazo de seis aviones Beechcraft de Exploración Aeromarítima, 2 sistemas de radar para aeronaves de exploración aeromarítima, adquisición de lanchas interceptoras, torpedos, modernización de misiles y equipamiento para la Infantería de Marina.

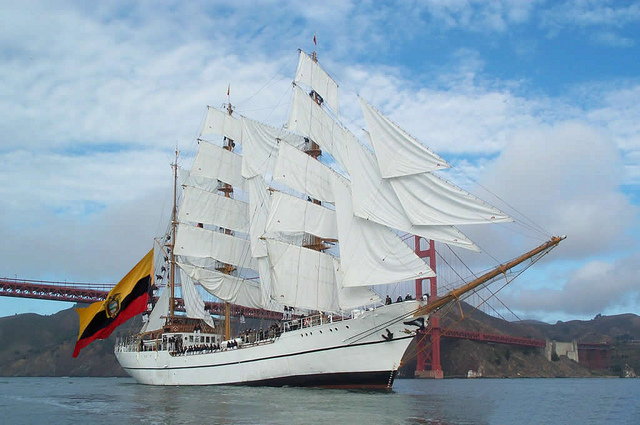
Buque escuela Guayas

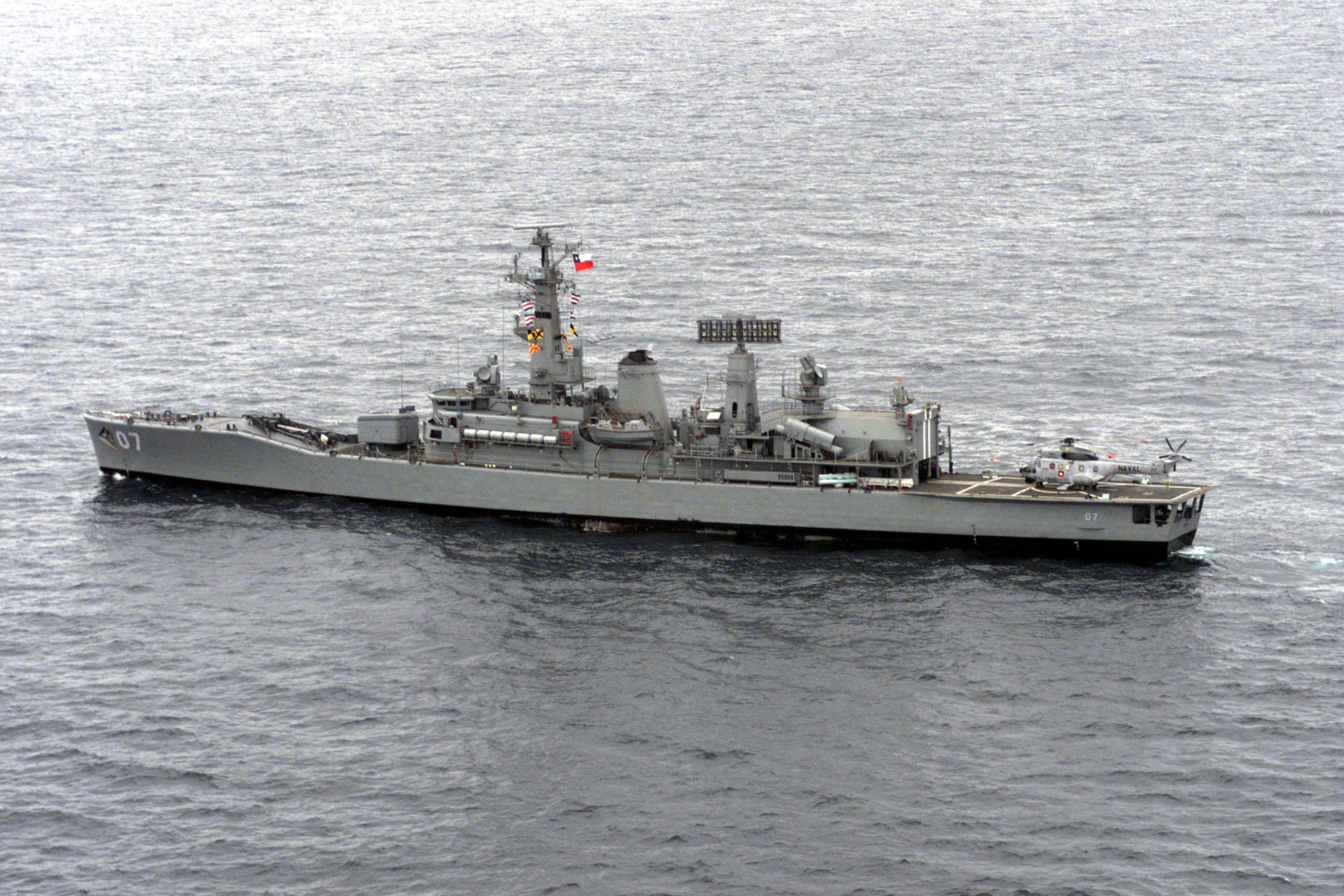
BAE Moran Valverde (FM 02)

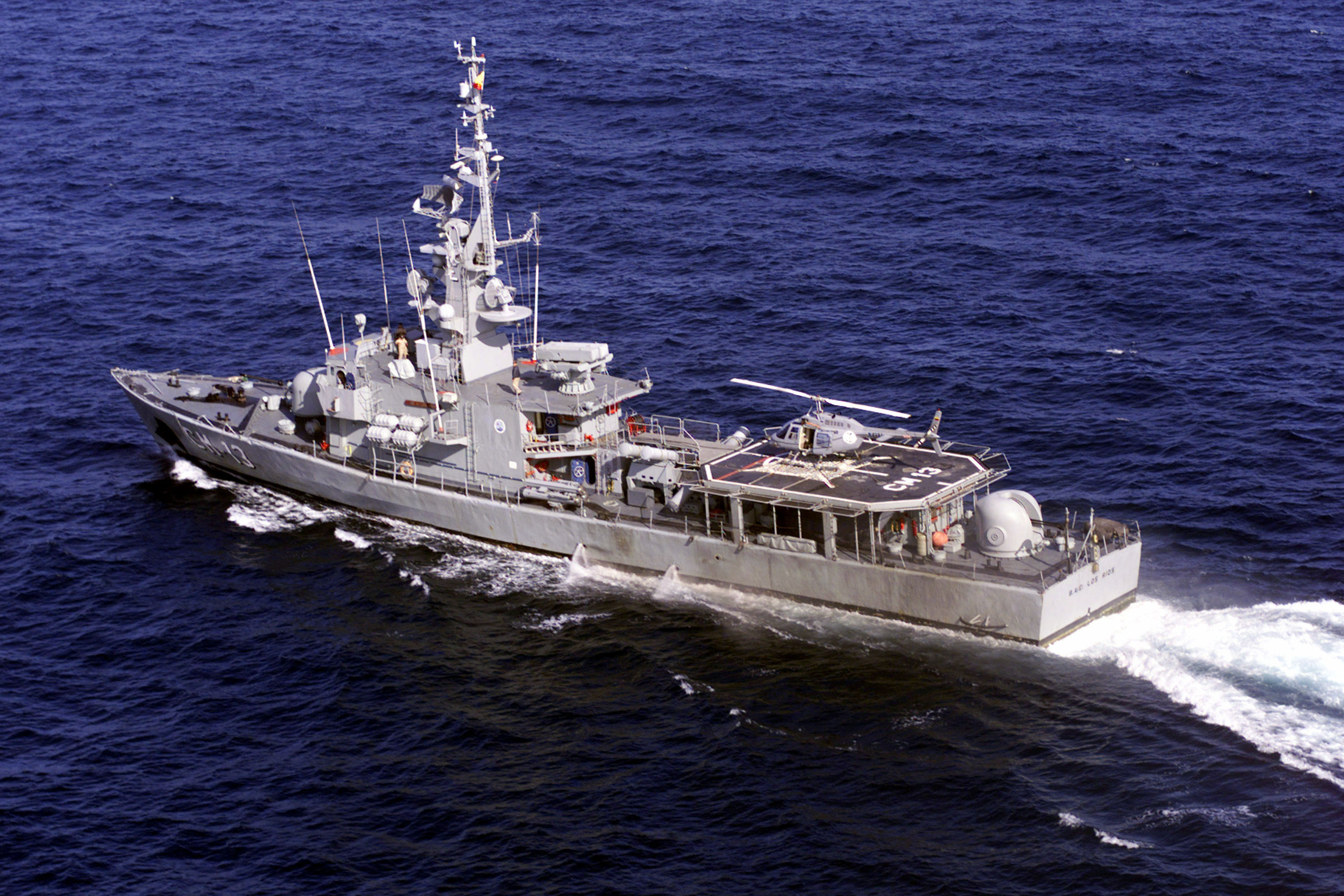
BAE Esmeraldas (CM-11)

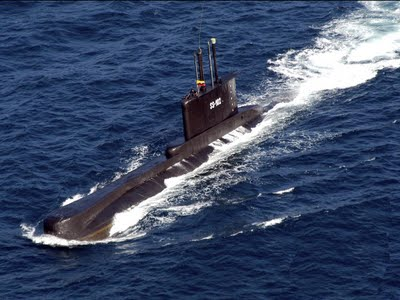
BAE Shyri (SS-101)

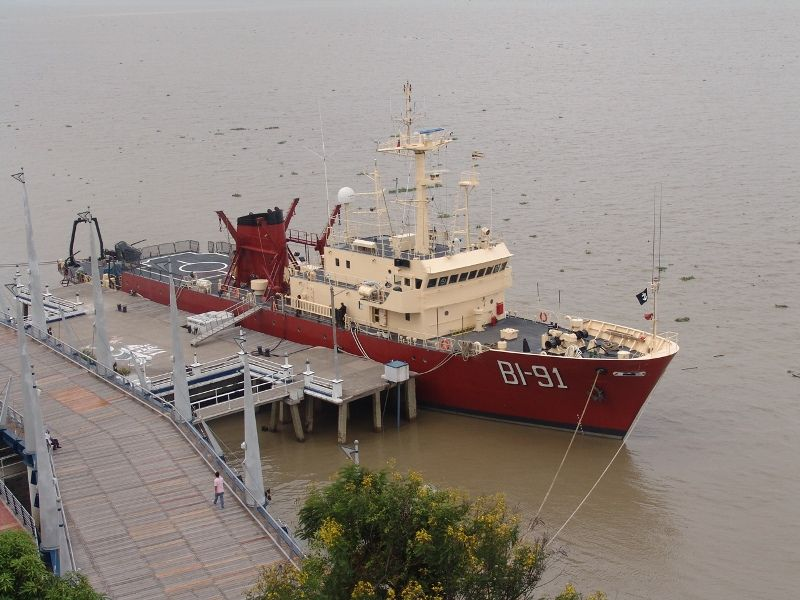
BAE Orión (BI-91)

### Escuadra Naval
Los buques de la flota suelen nombrarse comenzando por las siglas BAE (Buque de la Armada de Ecuador).

#### Buque Escuela Guayas
Velero Escuela
- BAE Guayas (BE-21)

#### Fragatas Misileras
- 
Clase Condell
- BAE Presidente Alfaro (FM 01)
- BAE Morán Valverde (FM 02) (buque insignia)

#### Corbetas Misileras
Clase Esmeraldas
- BAE Esmeraldas (CM-11)
- BAE Manabí (CM-12)
- BAE Los Ríos (CM-13)
- BAE El Oro (CM-14)
- BAE Galápagos (CM-15)
- BAE Loja (CM-16)

#### Lanchas Misileras
Clase Quito
- LAE Quito0 (LM-21)
- LAE Guayaquil (LM-23)
- LAE Cuenca (LM-24)

#### Submarinos
Clase Shyri
- BAE Shyri (SS 101)
- BAE Huancavilca (SS 102)

#### Investigación Científica
Clase Orión
- BAE Orión (BI-91)
- Lancha de investigación oceanografía tipo EBM 24-TS (2), sirven de aporte al buque Orión.
- LAE PROCYON (Lancha boyera)
- LAE SATURNO (Lancha boyera)

Clase Sirius
- L.A.E Sirius (LH-96)

#### Buques Multipropósito
Tipo Fassmer MPV70 MKII 

#### Buques  de Aprovisionamiento Logístico
- BAE Hualcopo (TR-61)  Actualmente el buque con mayor desplazamiento con 3300 toneladas.

#### Barcos Auxiliares
- BAE Calicuchima (TR-62)
- BAE Atahualpa (TR-63)
- BAE Quisquis (TR-64)
- BAE Taurus (TR-65)
- BAE Chimborazo (RA-70)
- BAE Cotopaxi (RB-73)
- BAE Wolf (RB-74)

#### Dragas
- Draga Francisco de Orellana
- Draga Río Yanuncay
- Draga Tena

#### Barcos de línea
- BAE (BA-Barcaza amistad)
- BAE (GB-Gabarra Bahía de Caraquez)

#### Remolcadores
- BAE ISLA SANTAY
- BAE (RM-Plutón)
- BAE WOLF
- BAE TAURA
- BAE BRAVO
- BAE RÍO JUBONES

#### Unidades Guardacostas
Patrulleras Grandes
Clase Tae Pyung Yang
• MP-56 B.A.E Isla Jambelí 
Patrulleras Medianas
Clase Haeuri/Tipo-A
- LG-35 Isla Floreana
- LG-36 Isla Darwin

Patrullera/Buque especial de vigilancia
Stan Patrol 5009
- LG-30 Isla San Cristóbal
- LG-31 Isla Isabela

Patrulleros de Altura
Clase 6 de Diciembre
- LG-39 Isla Fernandina
- LG-40 Isla Española
- LG-41 Isla San Salvador

 Clase  AURORA
- LG-46 6 de diciembre
- LG-47 11 de noviembre
- LG-48 11 de abril

Patrulleras Guardacostas Marítimas
Clase Manta
L
- LG-37 Isla de la Plata
- LG-38 Isla Santa Clara

Clase Espada
- LG-35 Isla Santa Rosa
- LG-36 Isla Puná

Patrulleras Guardacostas Costeras
Stan Patrol 2606
- LG-42 Isla Marchena
- LG-43 Isla Santa Cruz
- LG-44 Isla Pinta
- LG-45 Isla Baltra

Clase "Point Class"
- LG-32 Isla Seymor

Clase "71"
- LG-31 Isla Isabela

Clase "10 de Agosto"
- LG-33 Isla Santa Cruz
- LG-34 Isla San Cristóbal

Clase "Puyango"
- LG-112 Río Mataje

P.G.R Patrulleras Guardacostas Ribereñas
- LG-121 Río Esmeraldas
- LG-122 Río Santiago

 L.G.R Lanchas Guardacostas Ribereñas-Elbit Systems (12)
Tipo Interceptoras
- LG-611 Río Verde
- LG-612 Río Bulu Bulu
- LG-613 Río Macará
- LG-614 Río Yaguachi
- LG-616 Río San Miguel
- LG-617 Río Quininde
- LG-618 Río Catamayo

Lanchas Guardacostas de Reacción e Interceptoras
Clase "LP-AST-1304"
- LG-117 Río Coca
- LG-118 Río
- LG-119 Río Cononaco
- LG-120 Río Curaray

Lanchas Guardacostas
Tipo "957"
- LG-621 Río Toachi
- LG-622 Río Puca
- LG-623 Río Cañar
- LG-624 Río Pindo
- LG-625 Río Ventanas

Lanchas Guardacostas Costeras
Clase "1100"
- LG-601 Río Jubones
- LG-114 Río Chone
- LG-115 Río Daule
- LG-116 Río Babahoyo

Clase "8.30"
- LG-161 Río Coangos
- LG-162 Río Muisne
- LG-163 Río Tangare

 Lanchas Guardacostas tipo RENEGADE POWERBOATS (5)
Lanchas Guardacostas Ribereñas
Clase "7.30"
- LG-171 Río Tena
- LG-172 Río Puyo
- LG-173 Río Portoviejo
- LG-174 Río Manta

Clase "6.30"
- LG-181 Río Zamora
- LG-182 Río Palora

#### Transportes Navieros Ecuatorianos - TRANSNAVE
- Barcaza Tatita
- Gabarra Amistad
- B/T Armonia
- B/T Baltic Betina
- B/T Fusión 2
- B/T Isla Puná
- B/T Manantial
- B/T Virgen del Quinche
- M/A Alina
- M/N Galápagos
- M/N Isla de la Plata
- M/N Manizales
- M/N Vertom Thea
- M/V Isla Bartolomé
- Owl 3

### Armamento
- QF 4.5-inch Mk I – V naval gun
- Otobreda 76 mm
- MBDA Exocet
- Gabriel (misil)
- Selenia Aspide
- Tubos lanzatorpedos Mark 32
- Torpedo Mark 46
- Breda Dardo
- Phalanx CIWS
- Oerlikon 20 mm
- A184
- WASS Black Shark
- SST torpedo
- SUT torpedo
- DM2A4 Seehecht

### Aviación Naval
La Aviación Naval tiene en su inventario las siguientes aeronaves:
- 3 Beechcraft King Air
- 4 BeechcraftT-34C-1TurboMentor
- 2 Cessna 172
- 1 Bell 206
- 8 Bell 230
- 5 Bell 430
- 1 CN-235-100 MP Persuader
- 1 CN-235-300 MP Persuader
- 4 T-35 Pillán
- 2 IAI Heron
- 4 IAI Searcher MK.II

## Rangos jerárquicos
| Oficiales              |                        |                        |                        |                        |                        |                        |                        |                        |                        |                         |                         |                         |                         |                         |                       |                       |                       |                       |                       |                        |                        |                        |                        |                        |                       |                       |                       |                       |                       |
|                        |                        |                        |                        |                        |                        |                        |                        |                        |                        |                         |                         |                         |                         |                         |                       |                       |                       |                       |                       |                        |                        |                        |                        |                        |                       |                       |                       |                       |                       |
| Almirante              | Almirante              | Almirante              | Almirante              | Almirante              | Almirante              | Vicealmirante          | Vicealmirante          | Vicealmirante          | Vicealmirante          | Vicealmirante           | Vicealmirante           | Contraalmirante         | Contraalmirante         | Contraalmirante         | Contraalmirante       | Contraalmirante       | Contraalmirante       | Capitán de navío      | Capitán de navío      | Capitán de navío       | Capitán de navío       | Capitán de navío       | Capitán de navío       | Capitán de fragata     | Capitán de fragata    | Capitán de fragata    | Capitán de fragata    | Capitán de fragata    | Capitán de fragata    |
| Admiral                | Admiral                | Admiral                | Admiral                | Admiral                | Admiral                | Vice Admiral           | Vice Admiral           | Vice Admiral           | Vice Admiral           | Vice Admiral            | Vice Admiral            | Rear Admiral            | Rear Admiral            | Rear Admiral            | Rear Admiral          | Rear Admiral          | Rear Admiral          | Captain               | Captain               | Captain                | Captain                | Captain                | Captain                | Commander              | Commander             | Commander             | Commander             | Commander             | Commander             |
|                        |                        |                        |                        |                        |                        |                        |                        |                        |                        |                         |                         |                         |                         |                         |                       |                       |                       |                       |                       |                        |                        |                        |                        |                        |                       |                       |                       |                       |                       |
| Capitán de corbeta     | Capitán de corbeta     | Capitán de corbeta     | Capitán de corbeta     | Capitán de corbeta     | Teniente de navío      | Teniente de navío      | Teniente de navío      | Teniente de navío      | Teniente de navío      | Teniente de fragata     | Teniente de fragata     | Teniente de fragata     | Teniente de fragata     | Teniente de fragata     | Alférez de fragata    | Alférez de fragata    | Alférez de fragata    | Alférez de fragata    | Alférez de fragata    | Guardiamarina IV año   | Guardiamarina IV año   | Guardiamarina IV año   | Guardiamarina IV año   | Guardiamarina IV año   | Guardiamarina III año | Guardiamarina III año | Guardiamarina III año | Guardiamarina III año | Guardiamarina III año |
| Lieutenant Commander   | Lieutenant Commander   | Lieutenant Commander   | Lieutenant Commander   | Lieutenant Commander   | Lieutenant             | Lieutenant             | Lieutenant             | Lieutenant             | Lieutenant             | Lieutenant Junior Grade | Lieutenant Junior Grade | Lieutenant Junior Grade | Lieutenant Junior Grade | Lieutenant Junior Grade | Ensign                | Ensign                | Ensign                | Ensign                | Ensign                | Midshipman fourth year | Midshipman fourth year | Midshipman fourth year | Midshipman fourth year | Midshipman fourth year | Midshipman third year | Midshipman third year | Midshipman third year | Midshipman third year | Midshipman third year |
|                        |                        |                        |                        |                        |                        |                        |                        |                        |                        |                         |                         |                         |                         |                         |                       |                       |                       |                       |                       |                        |                        |                        |                        |                        |                       |                       |                       |                       |                       |
|                        |                        |                        |                        |                        |                        |                        |                        |                        |                        |                         |                         |                         |                         |                         |                       |                       |                       |                       |                       |                        |                        |                        |                        |                        |                       |                       |                       |                       |                       |
| Guardiamarina II año   | Guardiamarina II año   | Guardiamarina II año   | Guardiamarina II año   | Guardiamarina II año   | Guardiamarina II año   | Guardiamarina II año   | Guardiamarina II año   | Guardiamarina II año   | Guardiamarina II año   | Guardiamarina II año    | Guardiamarina II año    | Guardiamarina II año    | Guardiamarina II año    | Guardiamarina II año    | Guardiamarina I año   | Guardiamarina I año   | Guardiamarina I año   | Guardiamarina I año   | Guardiamarina I año   | Guardiamarina I año    | Guardiamarina I año    | Guardiamarina I año    | Guardiamarina I año    | Guardiamarina I año    | Guardiamarina I año   | Guardiamarina I año   | Guardiamarina I año   | Guardiamarina I año   | Guardiamarina I año   |
| Midshipman second year | Midshipman second year | Midshipman second year | Midshipman second year | Midshipman second year | Midshipman second year | Midshipman second year | Midshipman second year | Midshipman second year | Midshipman second year | Midshipman second year  | Midshipman second year  | Midshipman second year  | Midshipman second year  | Midshipman second year  | Midshipman first year | Midshipman first year | Midshipman first year | Midshipman first year | Midshipman first year | Midshipman first year  | Midshipman first year  | Midshipman first year  | Midshipman first year  | Midshipman first year  | Midshipman first year | Midshipman first year | Midshipman first year | Midshipman first year | Midshipman first year |

| Tropa             |                   |                   |                   |                   |                    |                    |                    |                    |                    |                    |                    |                    |                    |                    |                     |                     |                     |                     |                     |                    |                    |                    |                    |                    |
|                   |                   |                   |                   |                   |                    |                    |                    |                    |                    |                    |                    |                    |                    |                    |                     |                     |                     |                     |                     |                    |                    |                    |                    |                    |
| Suboficial Mayor  | Suboficial Mayor  | Suboficial Mayor  | Suboficial Mayor  | Suboficial Mayor  | Suboficial Primero | Suboficial Primero | Suboficial Primero | Suboficial Primero | Suboficial Primero | Suboficial Segundo | Suboficial Segundo | Suboficial Segundo | Suboficial Segundo | Suboficial Segundo | Sargento Primero    | Sargento Primero    | Sargento Primero    | Sargento Primero    | Sargento Primero    | Sargento Segundo   | Sargento Segundo   | Sargento Segundo   | Sargento Segundo   | Sargento Segundo   |
| Major subofficial | Major subofficial | Major subofficial | Major subofficial | Major subofficial | first subofficial  | first subofficial  | first subofficial  | first subofficial  | first subofficial  | second subofficial | second subofficial | second subofficial | second subofficial | second subofficial | first sergeant      | first sergeant      | first sergeant      | first sergeant      | first sergeant      | second sergeant    | second sergeant    | second sergeant    | second sergeant    | second sergeant    |
|                   |                   |                   |                   |                   |                    |                    |                    |                    |                    |                    |                    |                    |                    |                    |                     |                     |                     |                     |                     |                    |                    |                    |                    |                    |
| Cabo Primero      | Cabo Primero      | Cabo Primero      | Cabo Primero      | Cabo Primero      | Cabo Segundo       | Cabo Segundo       | Cabo Segundo       | Cabo Segundo       | Cabo Segundo       | Marinero 5 Años    | Marinero 5 Años    | Marinero 5 Años    | Marinero 5 Años    | Marinero 5 Años    | Grumete II año      | Grumete II año      | Grumete II año      | Grumete II año      | Grumete II año      | Grumete I año      | Grumete I año      | Grumete I año      | Grumete I año      | Grumete I año      |
| first corporal    | first corporal    | first corporal    | first corporal    | first corporal    | second corporal    | second corporal    | second corporal    | second corporal    | second corporal    | Sailor             | Sailor             | Sailor             | Sailor             | Sailor             | Grumete second year | Grumete second year | Grumete second year | Grumete second year | Grumete second year | Grumete first year | Grumete first year | Grumete first year | Grumete first year | Grumete first year |

## Galería

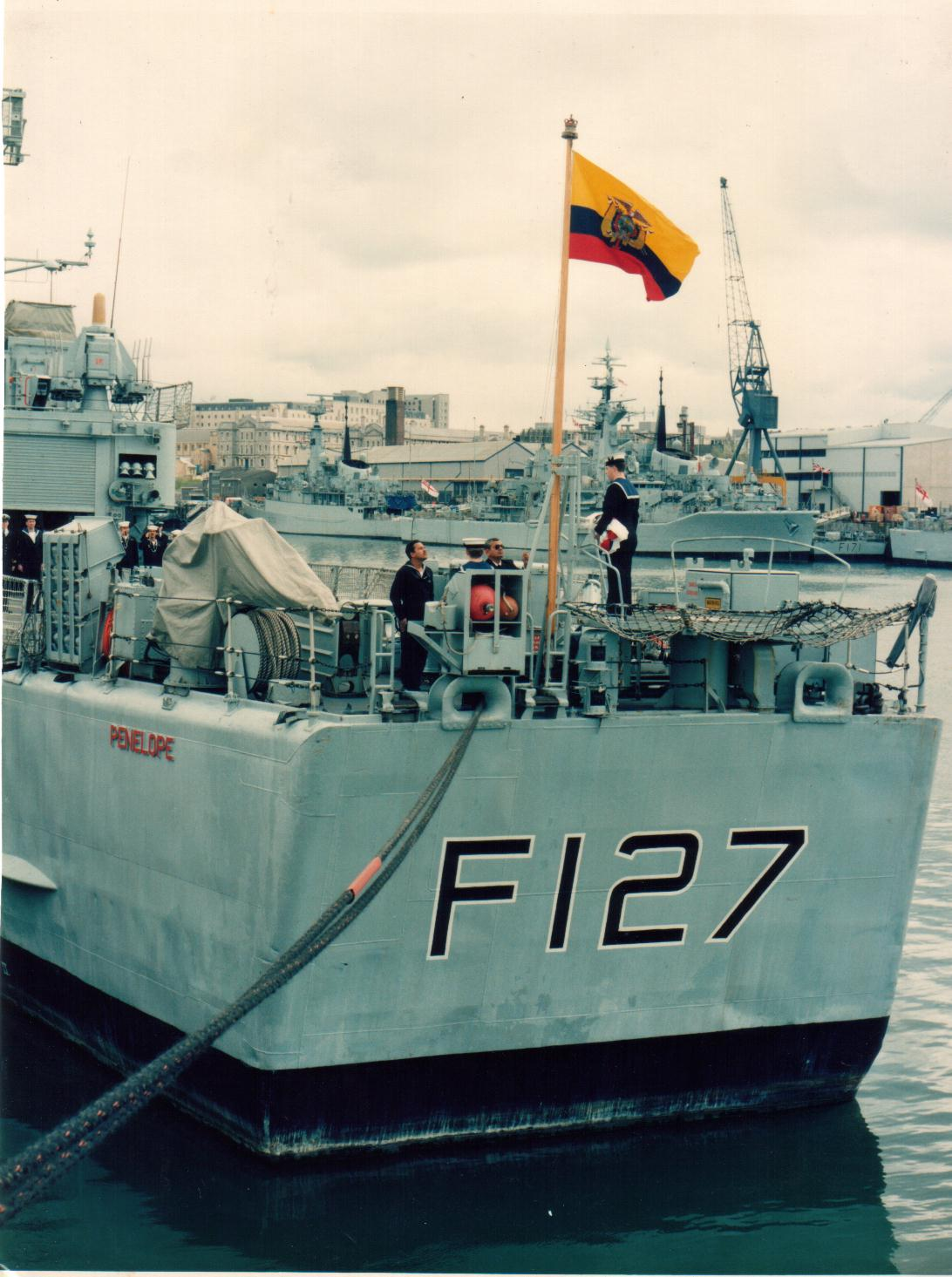
Fragata Eloy Alfaro, dada de baja el 19 de marzo de 2008, tras 17 años de servicio en la Armada del Ecuador.
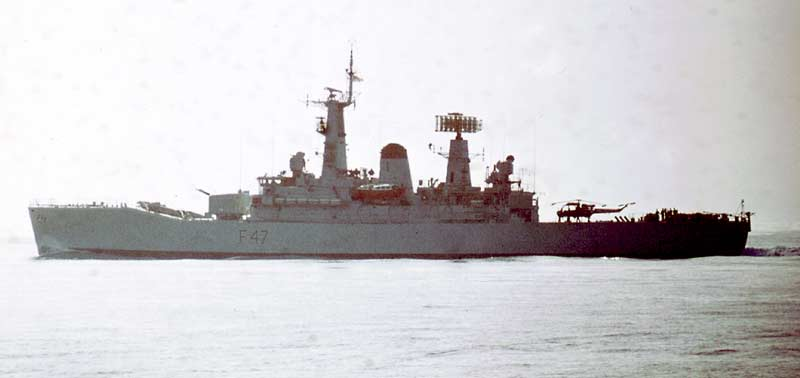
Fragata Morán Valverde, dada de baja en octubre de 2008.
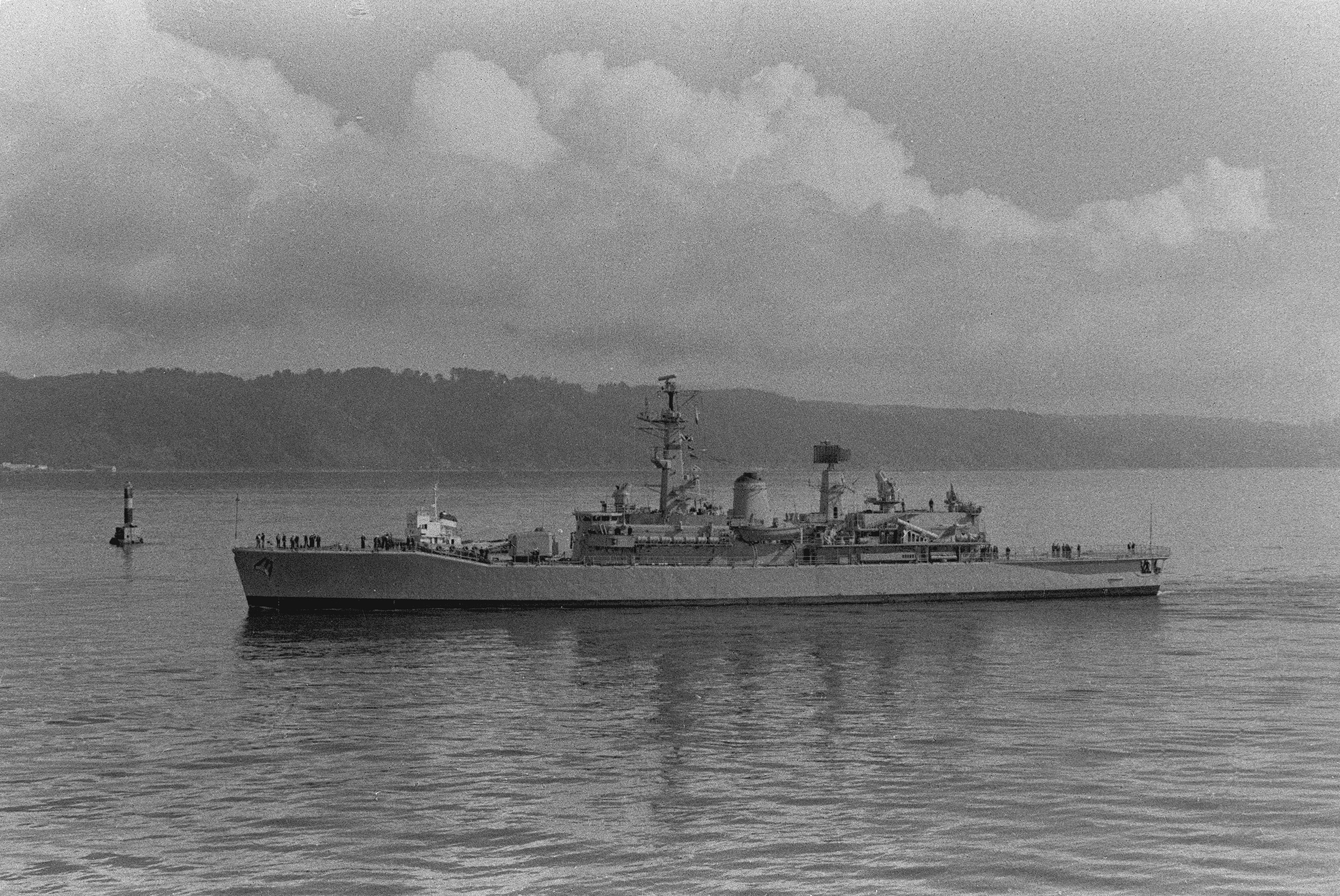
Fragata BAE Presidente Alfaro (FM 01), incorporada a la Armada del Ecuador el 18 de abril de 2008, procedente de la Armada de Chile.
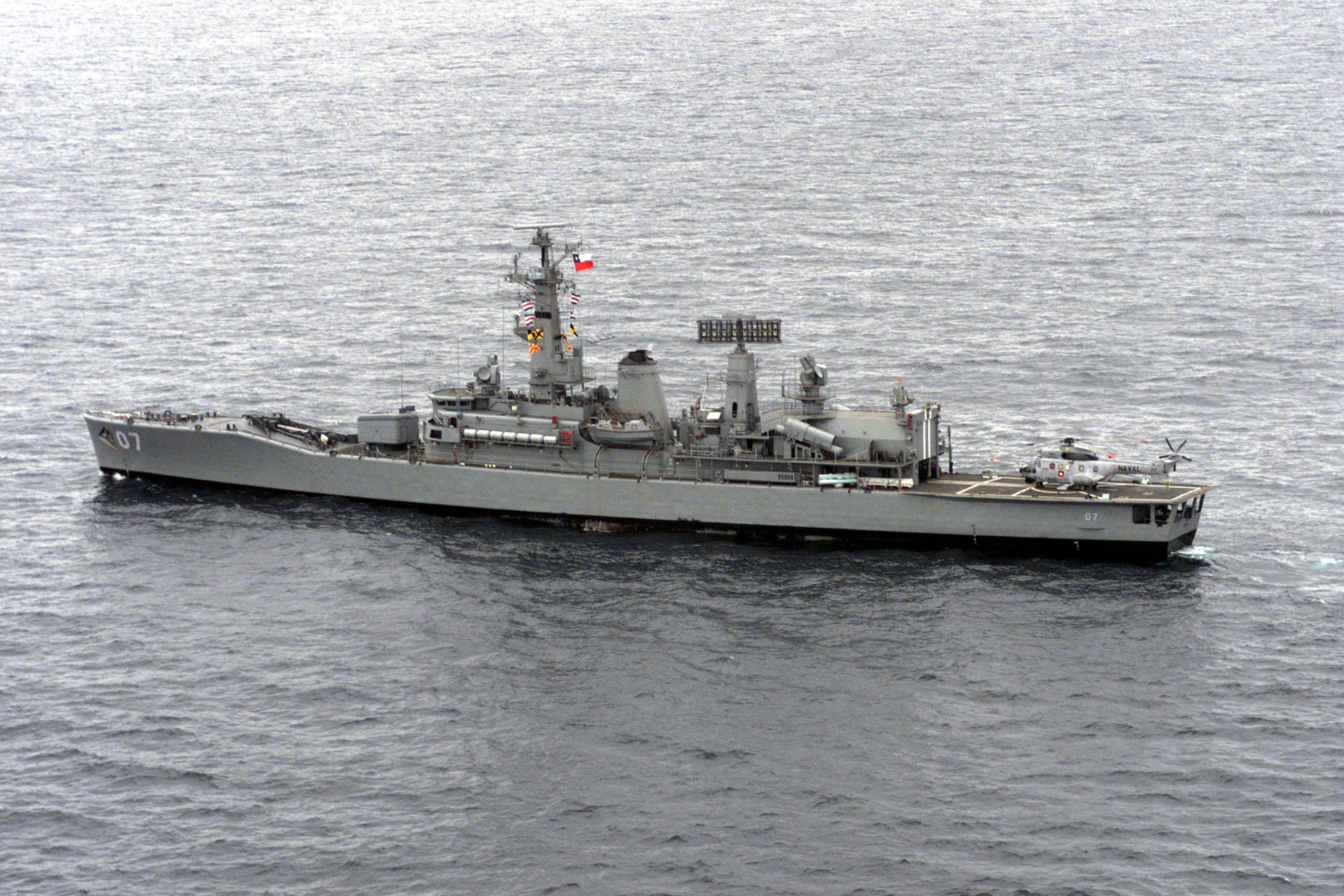
Fragata BAE Morán Valverde (FM 02), incorporada a la Armada del Ecuador en marzo de 2008, procedente de la Armada de Chile.
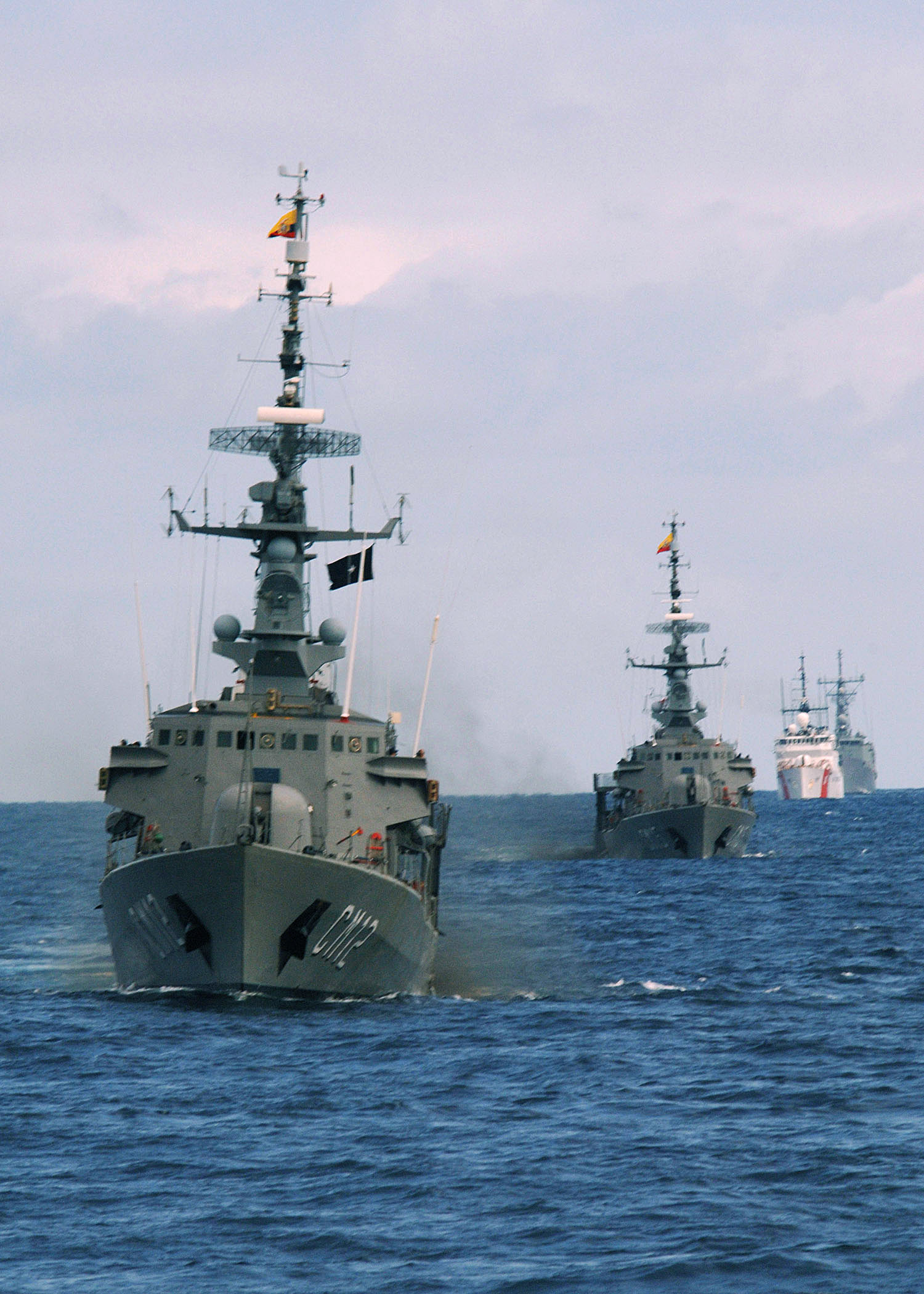
En primer plano la Corbeta BAE Manabí (CM-12).
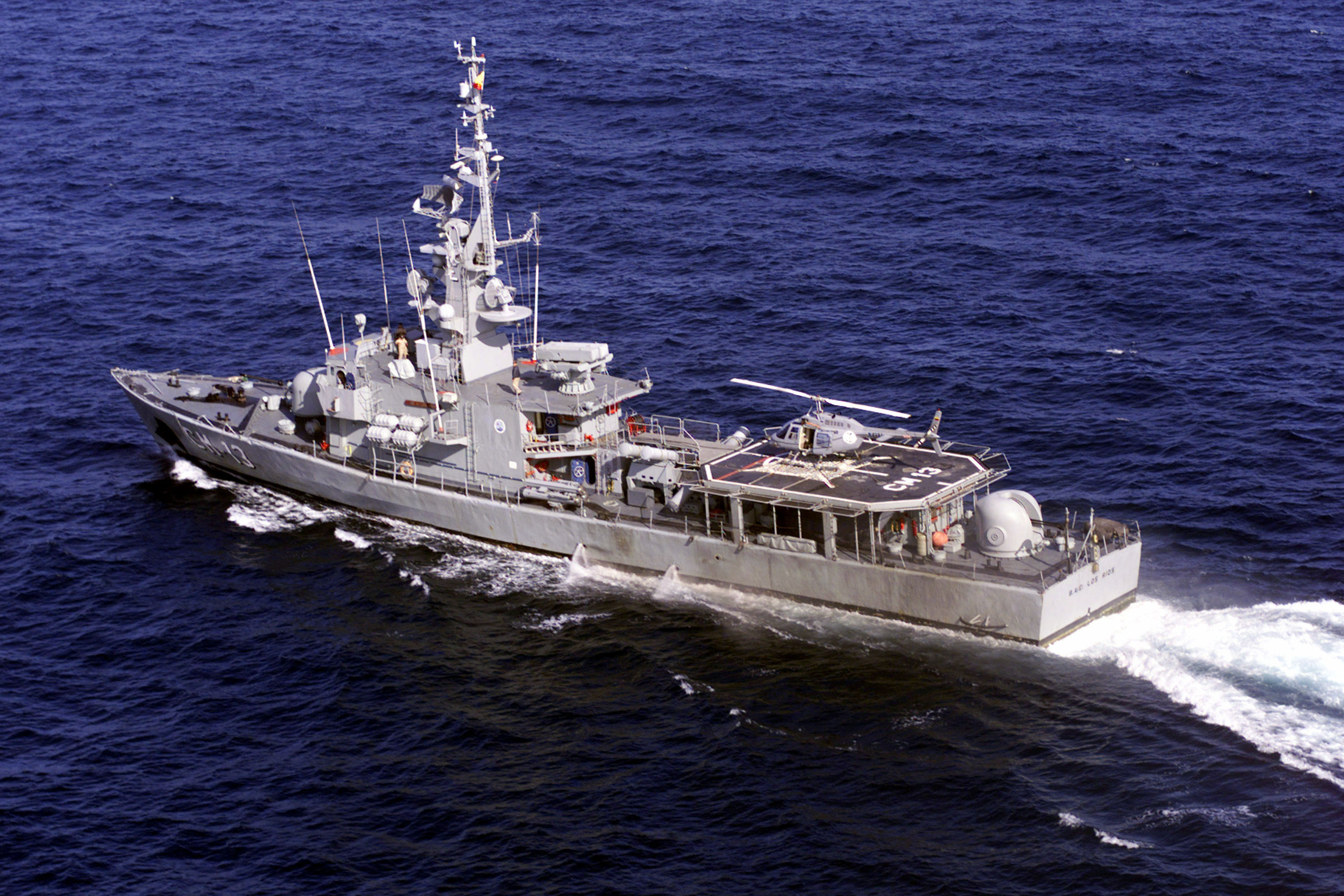
Corbeta BAE Los Ríos (CM-13), equipada con 2 x 3 MM40 Exocet SSM, 1 x 4 Aspide SAM, 1 x 76mm gun, 6 x 324mm ASTI, el helicóptero en la cubierta es un Bell 206.
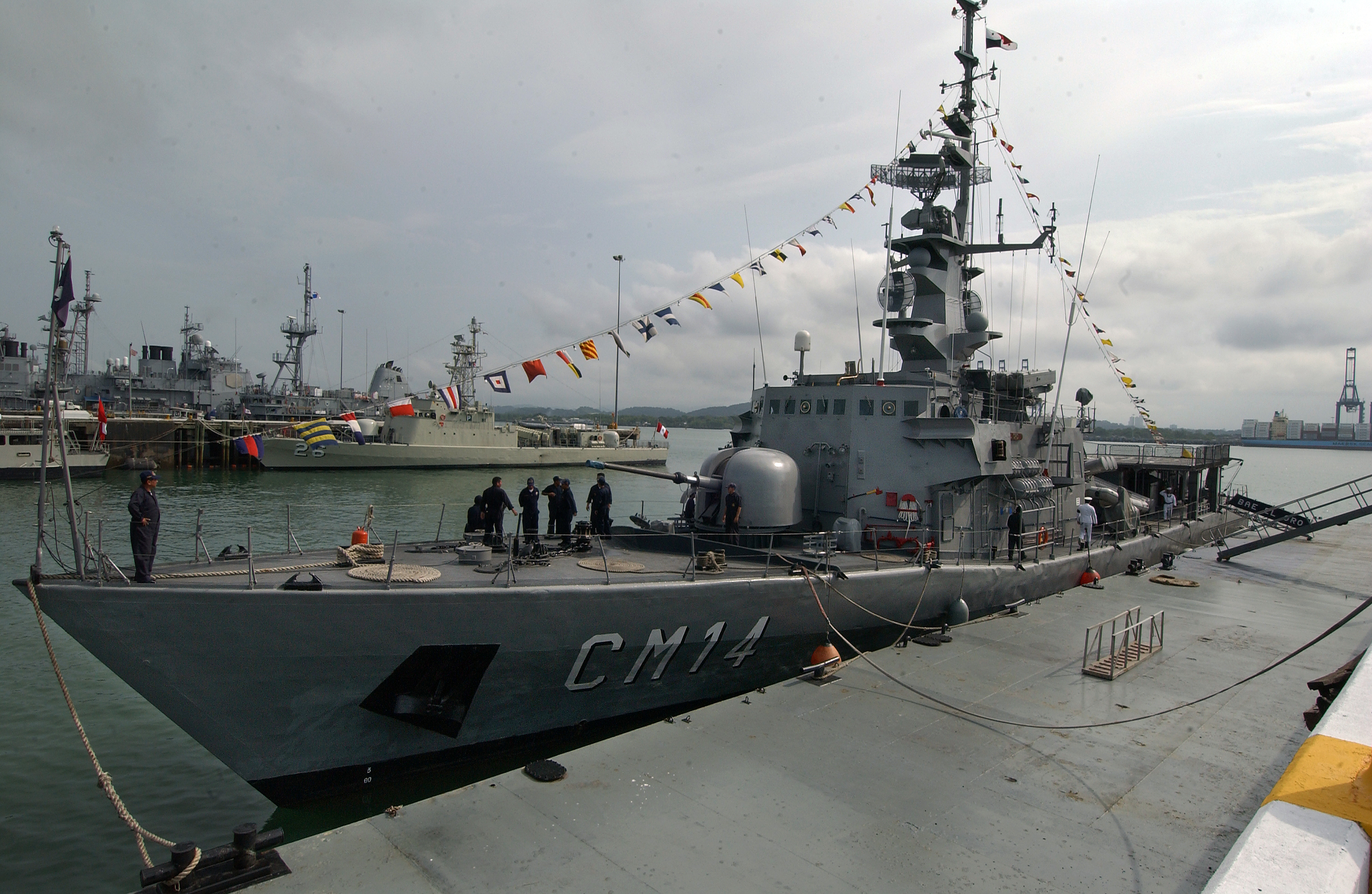
Corbeta BAE El Oro (CM-14).
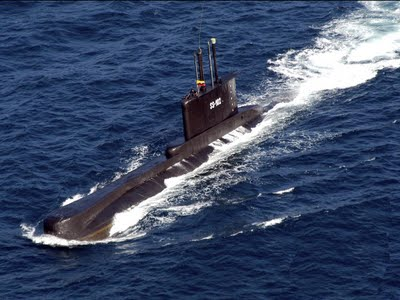
Submarino BAE Shyri (SS-101) en 2003. Ecuador cuenta con dos de estos submarinos.
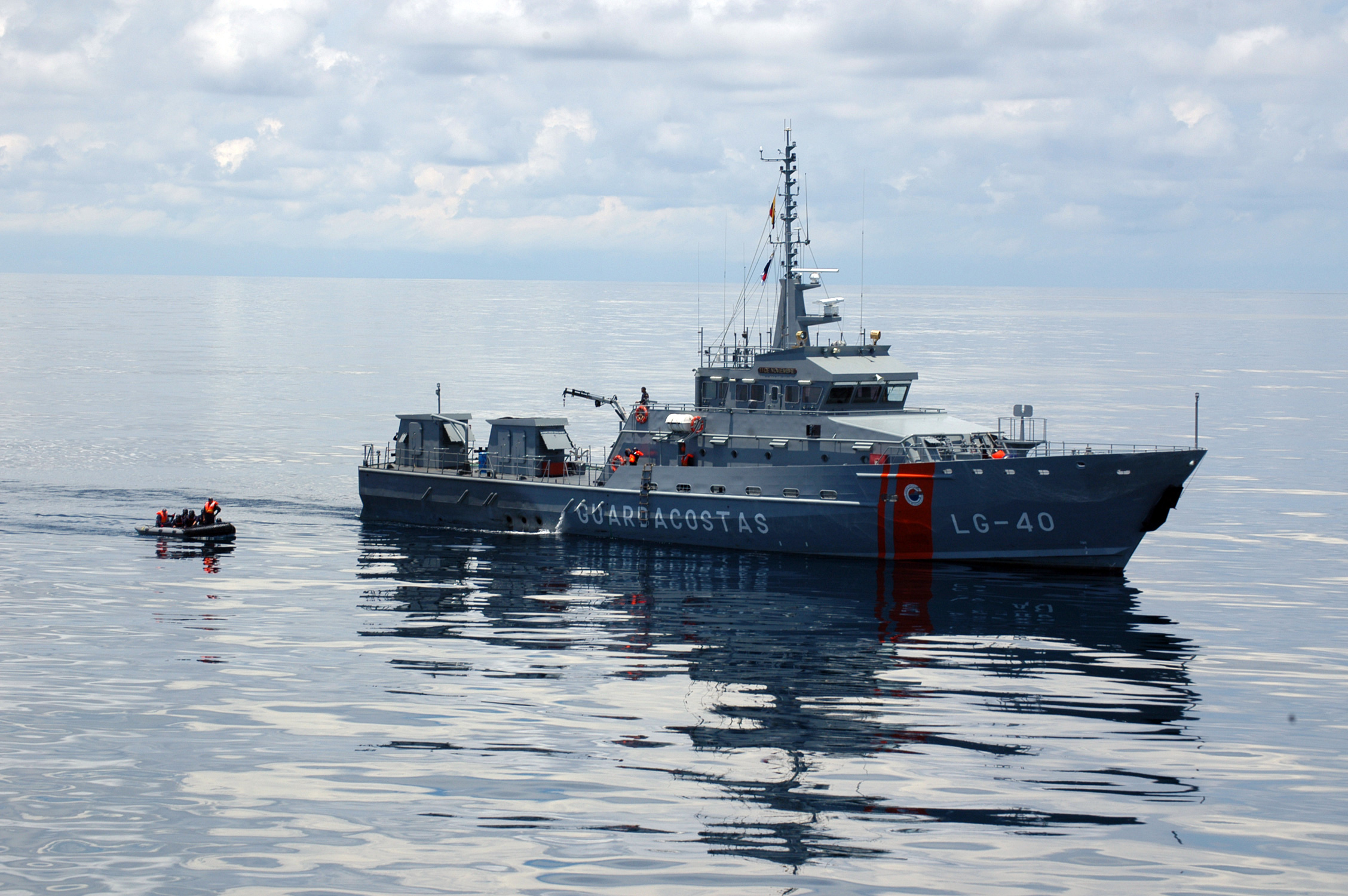
Patrullera Guardacostas Isla Española (LG-40).
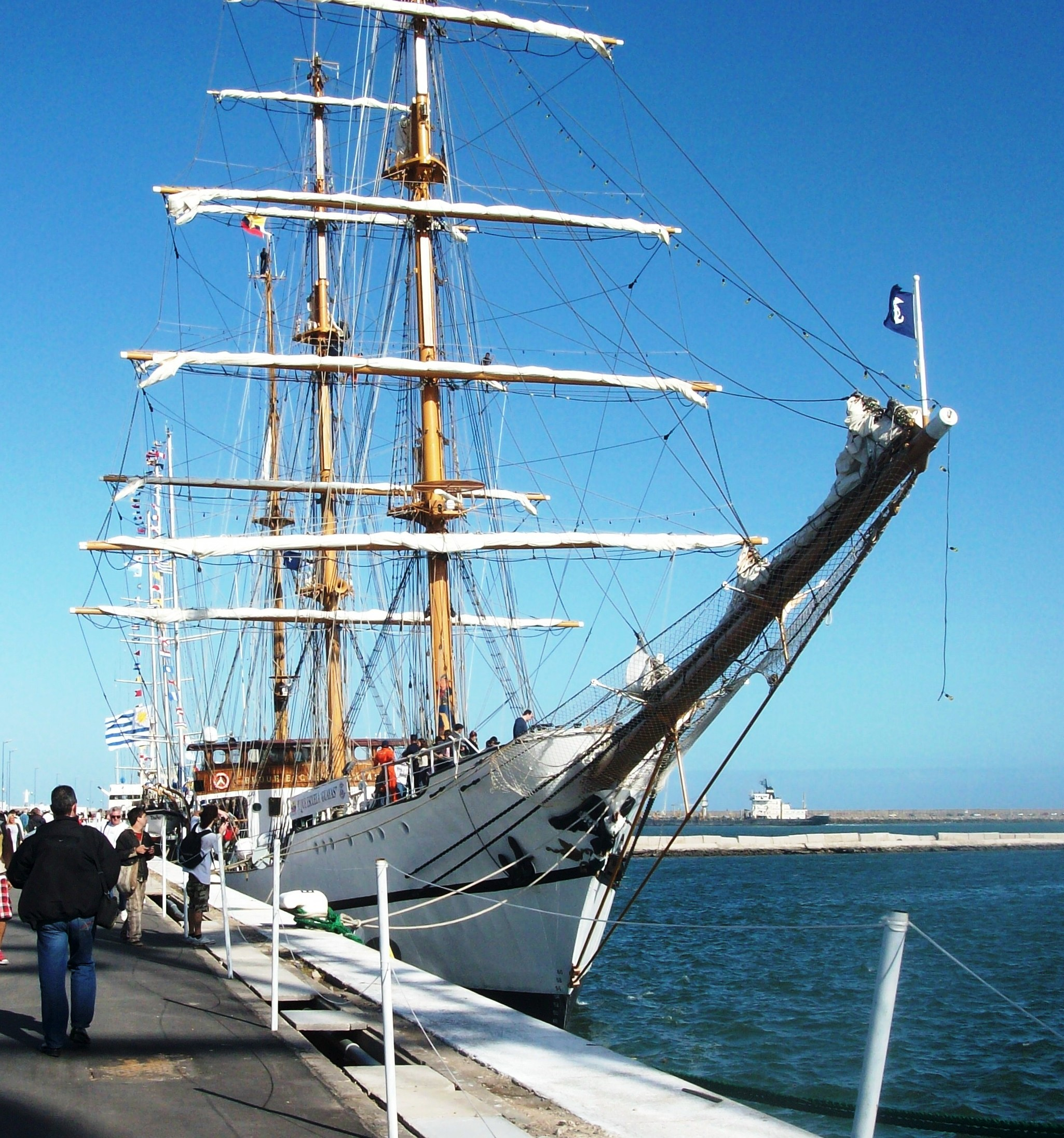
Buque Escuela Guayas en Argentina.
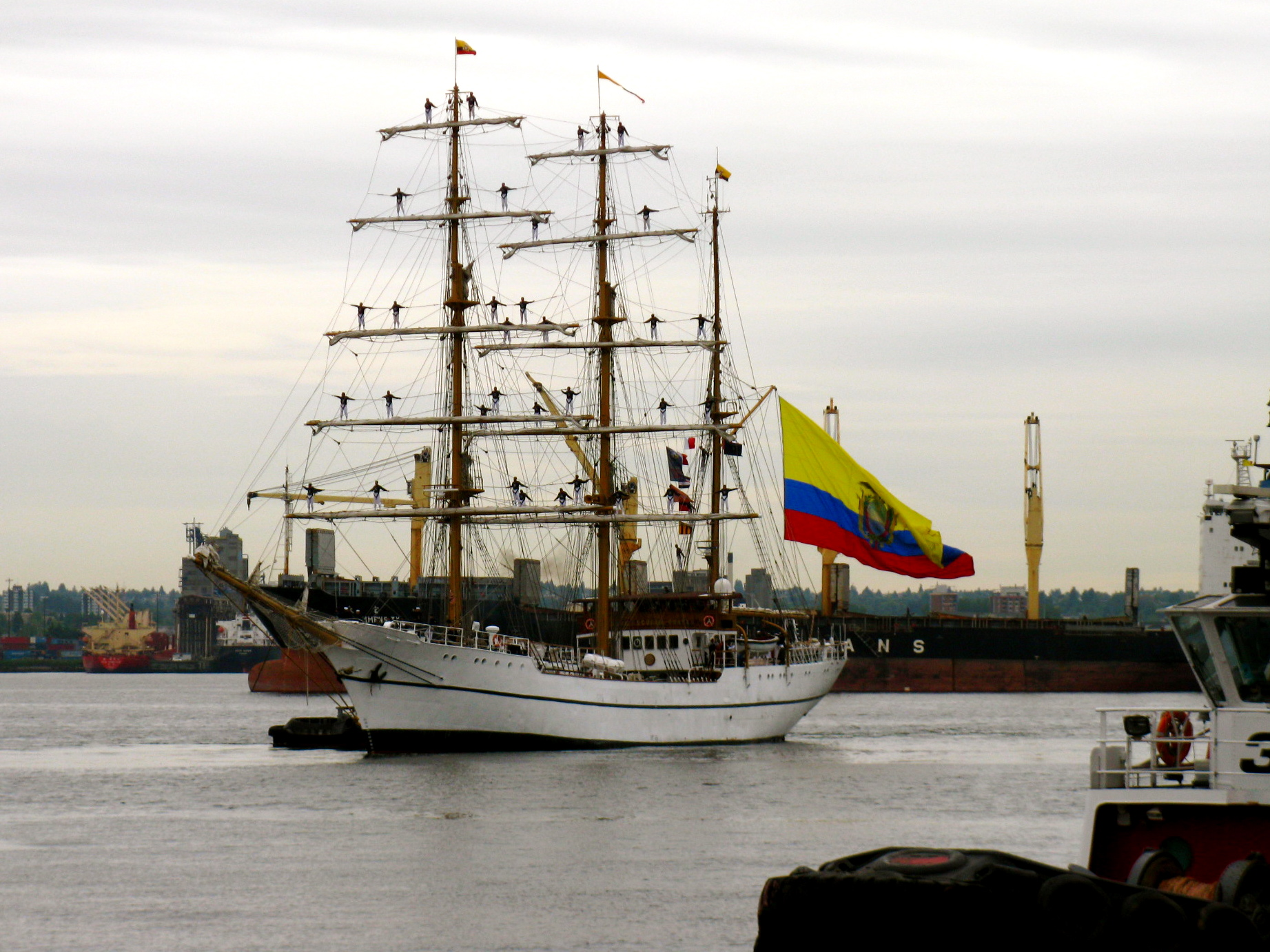
Buque Escuela Guayas en Suecia (2008).
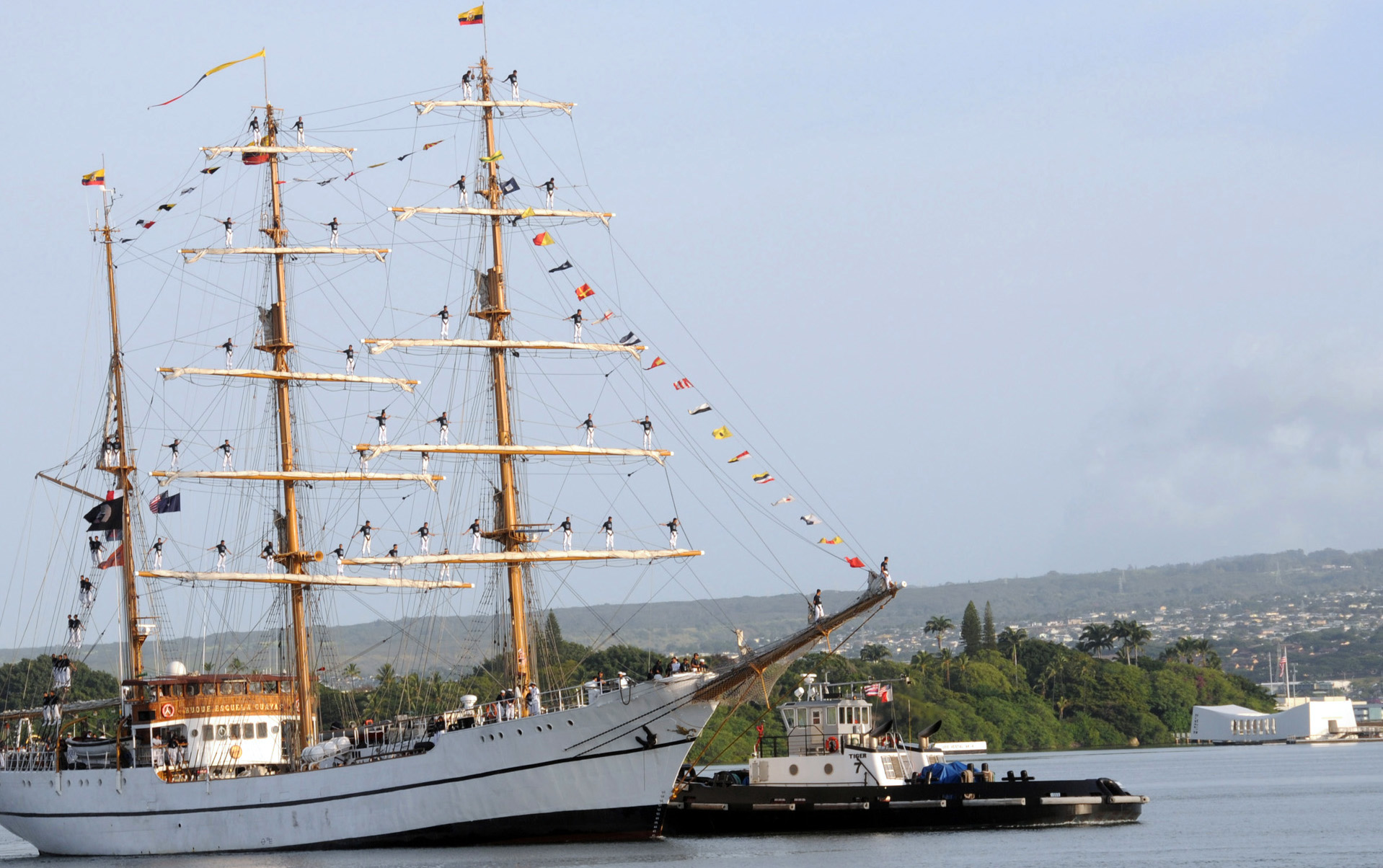
Buque Escuela Guayas en Pearl Harbor.
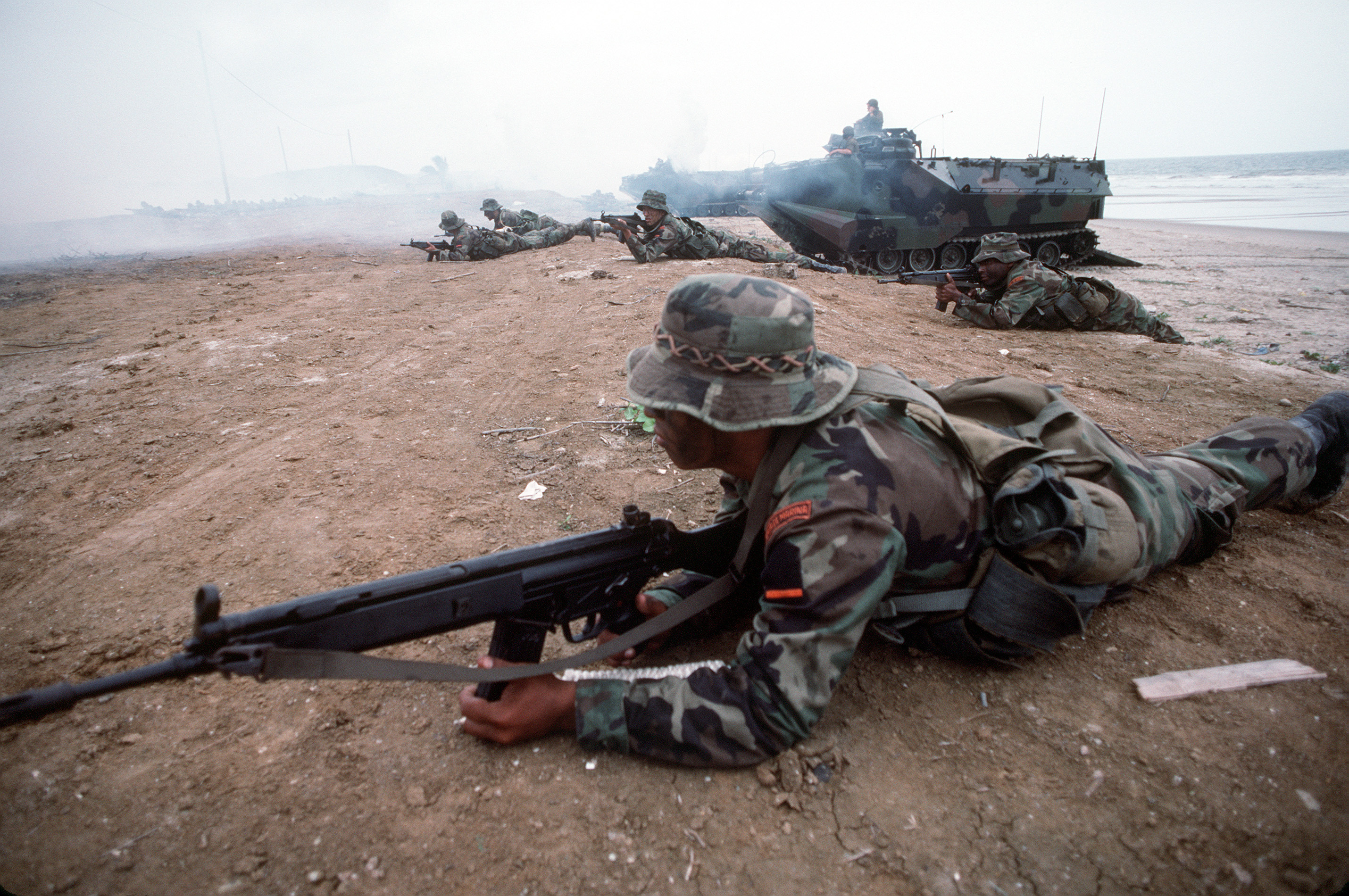
Un marino ecuatoriano con un rifle HK-33, durante un ejercicio de asalto anfibio (UNITAS), al fondo un vehículo anfibio de E.U.
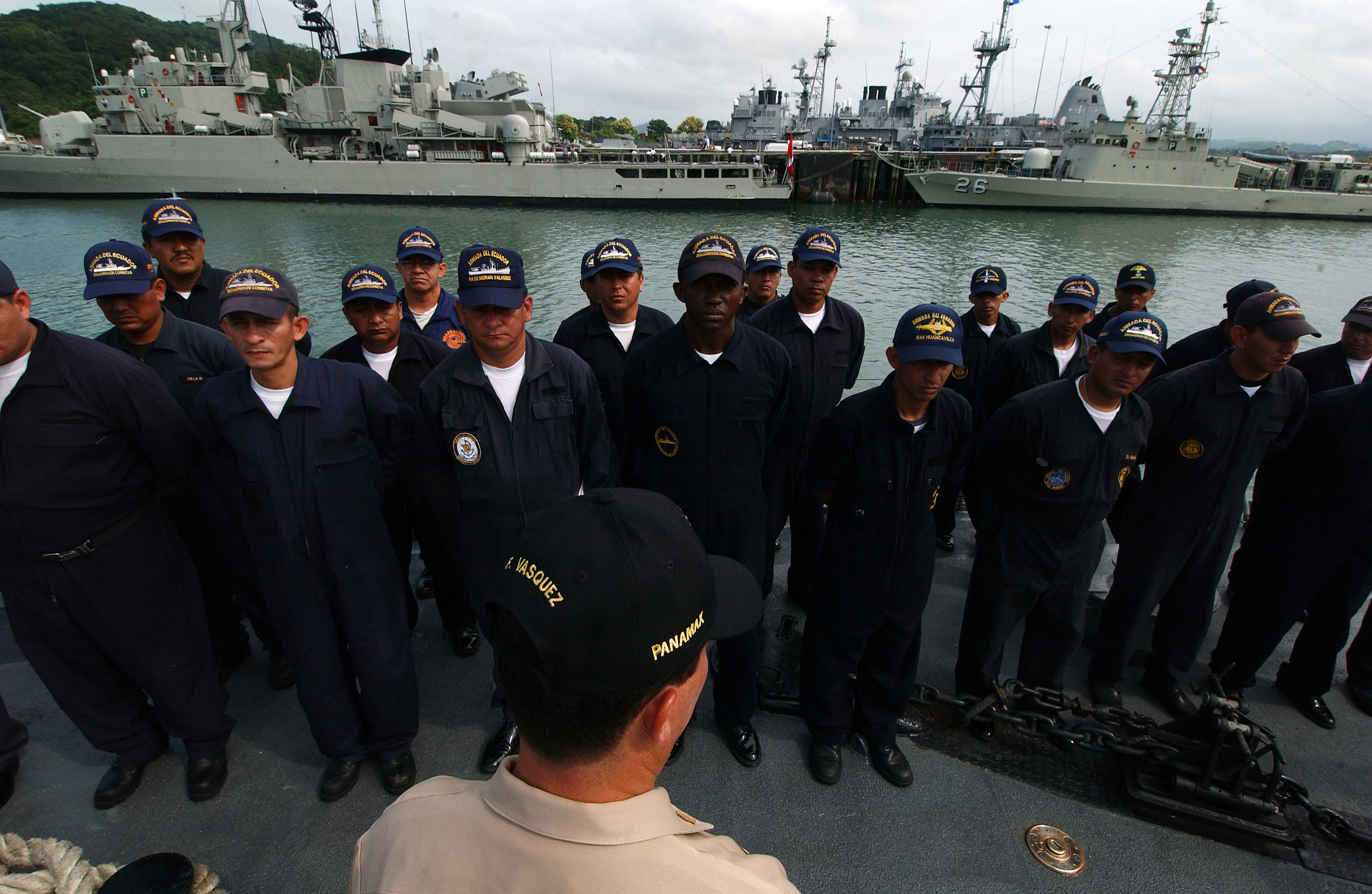
Marineros ecuatorianos asignados a la Corbeta BAE El Oro (CM-14).